# Dorothy Parker
Pour les articles homonymes, voir Parker.
Dorothy Parker, née Rothschild le 22 août 1893 à Long Branch dans l'État du New Jersey et morte le 7 juin 1967 à New York, dite parfois Dottie, est une poète, nouvelliste, critique littéraire, parolière, dramaturge, scénariste et dialoguiste américaine, connue pour son humour caustique, ses mots d'esprit et le regard acéré qu'elle porte sur la société urbaine du XXe siècle et la société patriarcale. Elle fait partie des fondateurs de la revue internationale The New Yorker. Pour son agilité intellectuelle, elle est surnommée « The Wit » (la vive d'esprit, la fine d'esprit, la sagace).

## Biographie

### Jeunesse et formation

#### Une naissance difficile
Dorothy Rothschild est la quatrième et dernière enfant de Henry Rothschild, un tailleur prospère de confession juive, et d'Eliza Marston Rothschild, une protestante d'ascendance écossaise. Le couple Rothschild quitte la ville de New York avec leur fille Helen âgée de neuf ans et leurs deux fils, Harold et Bertram âgés respectivement de six et quatre ans pour prendre leur vacances au bord de l'Océan Atlantique. Cette année de 1893 est marquée par un été à la chaleur humide particulièrement insupportable à New York. Les Rothschild vont chercher la fraîcheur de la brise océanique. Henry Rothschild a fermé son entreprise où travaillent 200 salariés pour une durée d'une semaine,.
Eliza Rothschild est enceinte, elle est au septième mois de sa grossesse, Henry espère que la fraîcheur marine fera du bien à son épouse, mais Eliza a quarante ans et il faut être prudent vis-à-vis de son état. La famille Rothschild monte dans leur phaéton pour pique-niquer à Point Pleasant avant de se rendre dans leur cottage situé dans le lieu-dit West End à proximité du village de Long Beach Township. Dans la soirée du 22 août 1893, il faut appeler une sage-femme et un médecin car Eliza Rothschild est en plein travail d'accouchement et peu avant 22 heures, elle donne naissance à sa seconde fille, Dorothy. C'est une enfant prématurée, née deux mois avant le terme attendu, probablement en raison de plusieurs facteurs tels que la chaleur accablante de cet été-là, la fatigue du voyage, les brinquebalements du phaéton sur les rues pavées de New York puis sur la route de terre mal entretenue conduisant au bord de l'océan,,.
Dorothy est chétive, en mauvaise santé, ce n'est qu'au bout de trois semaines que le médecin autorise le retour de la mère et l'enfant à leur résidence de New York située sur la 8e Rue dans le quartier de Manhattan où une infirmière et des domestiques prendront soin de la mère et de son enfant,,,,,,.

#### En conflit avec son père et sa belle-mère
La maison des Rothschild est toujours animée par les visites des frères et sœurs de Henry Rothschild, les va-et-vient des servantes, le tapage permanent occasionné par ses oncles et tantes. Dorothy est regardée par son père comme une enfant en sursis à laquelle on ne s'attache pas, ses frères et sa sœur sont trop âgés pour jouer avec elle, la seule personne qui lui donne de l'affection est sa mère. En juin 1898, comme à leur habitude, la famille Rothschild se rend dans leur cottage de West End. Quelques semaines plus tard, Eliza Rothschild est prise de violentes quintes de toux et de troubles intestinaux, sa santé se dégrade vite et elle meurt le 20 juillet 1898,,
Ce décès plonge la petite Dorothy qui n'a que cinq ans dans un état dépressif, c'est la fin d'une enfance heureuse. Son père, soucieux de respectabilité, se remarie, la même année, avec Eleanor Francès Lewis, institutrice à la retraite, protestante particulièrement dévote et rigide. Elle impose à Dorothy une discipline de fer, cadre éducatif qui lui donne le sentiment d'être élevée par une psychopathe dans un orphelinat, suscitant haine et détestation tant envers sa belle-mère qu'envers son père. Sur la décision de sa belle-mère, Dorothy est envoyée à la rentrée scolaire de l'année 1899 dans une école catholique connue pour son éducation stricte, la Blessed Sacrament Convent and Academy de New York, dans l'espoir qu'elle devienne une « bonne chrétienne ». Dorothy dans la haine qu'elle éprouve envers sa belle-mère, imagine des tortures diverses. Quand celle-ci meurt en avril 1903 des suites d'une hémorragie cérébrale, elle culpabilise, croyant que ses rêves se sont réalisés,,,.

#### La jeune rebelle
Alors que les religieuses lui conseillent de lire les poèmes de la catholique Adelaide Anne Procter plutôt que les romans de Charles Dickens, elle se met à lire ce dernier ainsi que les romans de Charles Reade et de William Makepeace Thackeray. Elle reste dans cette école jusqu'à ses quatorze ans, puis elle est renvoyée pour avoir tenu des propos irrespectueux envers l'Immaculée Conception, au sujet de laquelle, interrogée sur la signification de cette dénomination, elle aurait répondu : « Il s'agit d'un cas de combustion spontanée. » Le motif de ce renvoi est « l'école n'accepte pas d'enfants hérétiques. » Pendant la période de sa scolarité dans cet établissement Dorothy a appris à démasquer les hypocrisies, les mensonges au nom des bonnes convenances et à développer un esprit acerbe. En 1907, Dorothy est la seule enfant à rester à la maison, Helen et Bertram s'étant mariés et Harold étant parti à l'aventure,,.

#### LaMiss Dana's School for Young Ladies
Au printemps 1906, après son renvoi, elle est acceptée au sein de la Miss Dana's School for Young Ladies (en) de Morristown dans l'État du New Jersey. Cet établissement d'enseignement secondaire (dit Finishing school) a pour mission de donner d'une part un enseignement classique (latin, grec, littérature anglaise, histoire, mathématiques, physique, chimie, philosophie) et d'autre part des « bonnes manières », l'art de s'exprimer avec grâce, d'être capable de tenir sa partie lors de conversations sur les événements d'actualité aux jeunes filles de « bonnes familles », les condisciples de Dorothy sont des filles de riches éleveurs, des riches héritières, issues de l'élite américaine. La Miss Dana's School est également dotée d'un gymnase, d'un court de tennis et d'un terrain de sport où les élèves peuvent jouer au basket-ball ou à la spiroballe. Les élèves ont également des cours de musique et de peinture,.
Si l'enseignement moral est strict, la pédagogie est en revanche plutôt progressiste, cela d'autant plus que les classes ont un effectif de quinze élèves ce qui permettait une attention personnalisée des enseignants envers celles-ci. Dorothy se plonge dans la littérature, elle lit les œuvres de William Shakespeare, John Milton, William Makepeace Thackeray, Charles Dickens, Jonathan Swift, Thomas Hardy, Alexander Pope, John Gay, Thomas Carlyle, Ralph Waldo Emerson, Samuel Taylor Coleridge, Mary Shelley, John Keats, Paul Verlaine, François de La Rochefoucauld, etc. Miss Dana, la fondatrice de l'école, découvre très vite les aptitudes de Dorothy, sa conscience sociale et sa précocité intellectuelle et lui accorde une prévenance particulière. Dorothy s'éprend de la magie des mots à travers les odes et les satires de Virgile, de Catulle et d'Horace puis les chansons de Verlaine et enfin la rhétorique d'Aristote et de Platon. Le 26 avril 1908, Miss Dana meurt d'une maladie fulgurante et son école connait alors des difficultés. Dorothy y reste jusqu'à la faillite en 1910,,,,,,.

#### Un début de siècle mouvementé
Dorothy est la spectatrice des grands bouleversements qui marquent l'avènement du XXe siècle aux États-Unis, diffusion massive du darwinisme, éclosion des partis socialistes, controverses autour de l'exégèse biblique, expansion du capitalisme américain par les guerres hispano-américaine à Cuba et aux Philippines, engouement pour le self-made man américain qui réussit, essor de l'industrie automobile par Henry Ford qui applique le Taylorisme, développement de la presse et de ce que, le président Theodore Roosevelt nomme de façon péjorative les muckrakers, journalistes d'investigation qui dénoncent la pauvreté dans certains quartiers. Elle observe également l'exploitation de nouveaux migrants venus d'Europe, sorts que connait Dorothy puisque les domestiques de la maison familiale sont alors fraîchement débarquées d'Ellis Island. Elle côtoie également le changement du commerce par l'implantation de grands magasins comme la chaîne de magasins Woolworth marquant les débuts de la société de consommation, les loisirs qui modifient les modes de vie par les tenues de bains à Atlantic City qui défraient la chronique par l'exposition de certaines parties du corps dénudées ou l'apparition des Jazz band qui se produisent dans les salons de danses. De tout cela, Dorothy est la témoin et elle est particulièrement sensible aux articles des muckrakers, ce qui va susciter en elle une sympathie pour les exploités et une suspicion envers l'establishment,.

### Carrière

#### Des débuts précaires (1913-1916)

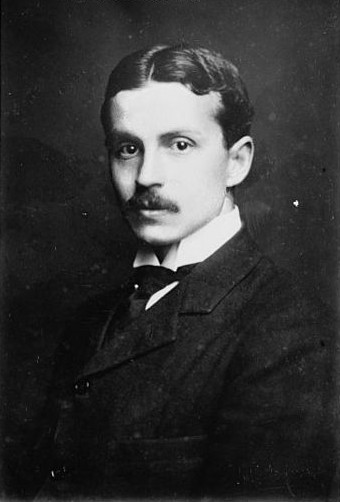
Francis Crowninshield.

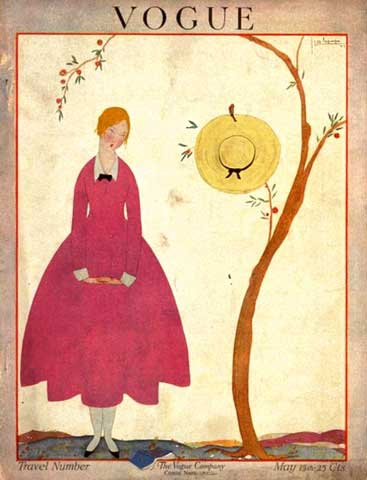
Couverture de Vogue (mai 1917).

Après avoir quitté la Miss Dana's School, Dorothy fait savoir à son père, devenu à nouveau veuf, qu'elle compte quitter le domicile familial. Son père va l'aider en lui allouant une rente modeste qui permet à Dorothy de s’installer dans une pension de famille où pour 8 $ par semaine, elle a droit, en plus de la chambre, à un petit déjeuner et un dîner chaque jour. C'est dans ces conditions, loin de l’atmosphère oppressante de la maison familiale, qu'elle commence à écrire des poèmes qu'elle envoie à Franklin P. Adams (en) qui tient une rubrique littéraire au New-York Tribune, The Conning Tower. Franklin P. Adams publie plusieurs de ses poèmes qu'il rémunère. Dorothy passe ses journées à écrire et le soir elle échange avec deux autres résidents de la pension de famille dont Thorne Smith qui sont comme elle épris de littérature. Dorothy affirme ses opinions sur l'égalité des droits civiques en faveur des femmes,,,.
Le 28 décembre 1913, elle apprend le décès de son père qui ne s'était jamais remis de la mort d'un de ses frères victime du naufrage du Titanic en avril 1912. Après une chute dans un état dépressif majeur, il décède des suites d'un infarctus du myocarde ; elle ne se rend pas à ses funérailles. Elle découvre que son père est mort ruiné, du fait d'investissements boursiers douteux, ce qui met fin à sa rente. De leur côté, Helen et Bertam, connaissant des difficultés, ne peuvent l'aider, ce qui la met dans une situation précaire doublée d'un sentiment d'abandon. Pour subvenir à ses besoins, Dorothy devient pianiste pour une école de danse à Manhattan. Alors que la Grande guerre ravage l’Europe, Dorothy sollicite divers journaux et magazines pour publier ses poèmes. En 1916, le journaliste Frank Crowninshield, ami de Condé Nast (en) qui est le patron des Condé Nast Publications à qui appartiennent les magazines Vogue et Vanity Fair, non seulement achète pour la somme de 25 $ un premier poème de Dorothy, Any Porch, sous le pseudonyme d'Helene Rousseau, avec l'engagement de publier ses poèmes ultérieurs mais lui offre un emploi au sein de Vogue pour un salaire de 10 $ par semaine. Ce revenu permettait de payer son loyer de 8 $ par semaine, mais non pas ses autres dépenses de produits d'entretien et d'habits, l'obligeant à continuer d'occuper son emploi de pianiste. Ses conditions matérielles lui feront dire plus tard que cette situation lui faisait penser qu'elle était comme Edith Sitwell. Or la réalité était bien différente, ayant son propre appartement et un emploi, cela la sortait des légendes des écrivains maudits, qui mènent à des impasses littéraires. Dorénavant elle pouvait laisser libre cours à sa plume,,,,,,.

#### Un premier mariage
Durant l'été 1916, lors d'un bal donné dans un hôtel de Brandford dans le Connecticut, Dorothy fait la connaissance d'Edwin Pond Parker II, un agent de change de Wall Street et un rejeton de la famille Hartford issue des Pères pèlerins du Mayflower. Malgré les penchants alcooliques d'Edwin, pour la première fois de sa vie, Dorothy tombe amoureuse, amour partagé. Mais leur idylle est interrompue par l'entrée en guerre des États-Unis le 4 mars 1917. En mai 1917, Edwin est engagé au sein de la 33e compagnie d'ambulances cantonnée à Butler (New Jersey), compagnie composée de pacifistes volontaires issus principalement des universités de Yale, Princeton et Harvard. Parmi eux, il y a Ernest Hemingway, E.E. Cummings et John Dos Passos. Le 30 juin 1917 Dorothy et Edwin se marient. La 33e compagnie est par la suite intégrée à la 4e division d'infanterie (États-Unis) qui a ses quartiers à Camp Merritt, New Jersey (en) avant d'être envoyée en juillet 1918 sur le théâtre des opérations en France. Pendant ses week-ends, Dorothy Parker se rend aux divers lieux où est cantonné son époux Edwin, et quand il est en France, elle lui écrit quotidiennement des lettres d'amour où elle fait part de son impatience pour la fin de ce conflit sanglant. Les combats ayant pris fin le 11 novembre 1918, Dorothy espère le prompt retour d'Edwin, mais elle apprend qu'il est cantonné en Rhénanie avec les forces d'occupations alliées pour l'année 1919,,,.

#### DeVogueàVanity Fair(1916-1920)

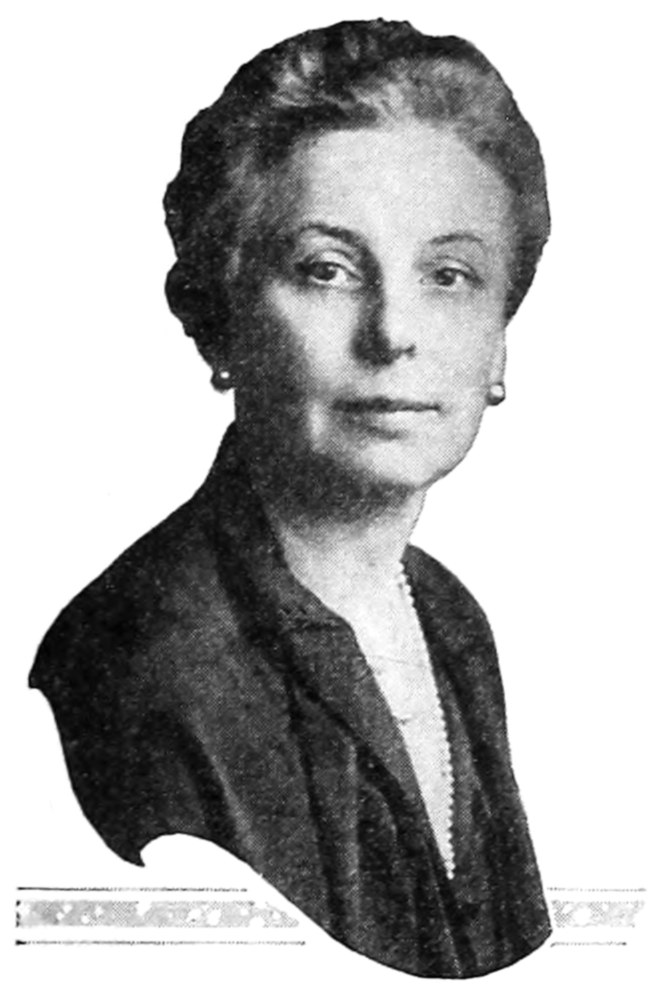
Edna-Woolman-Chase.

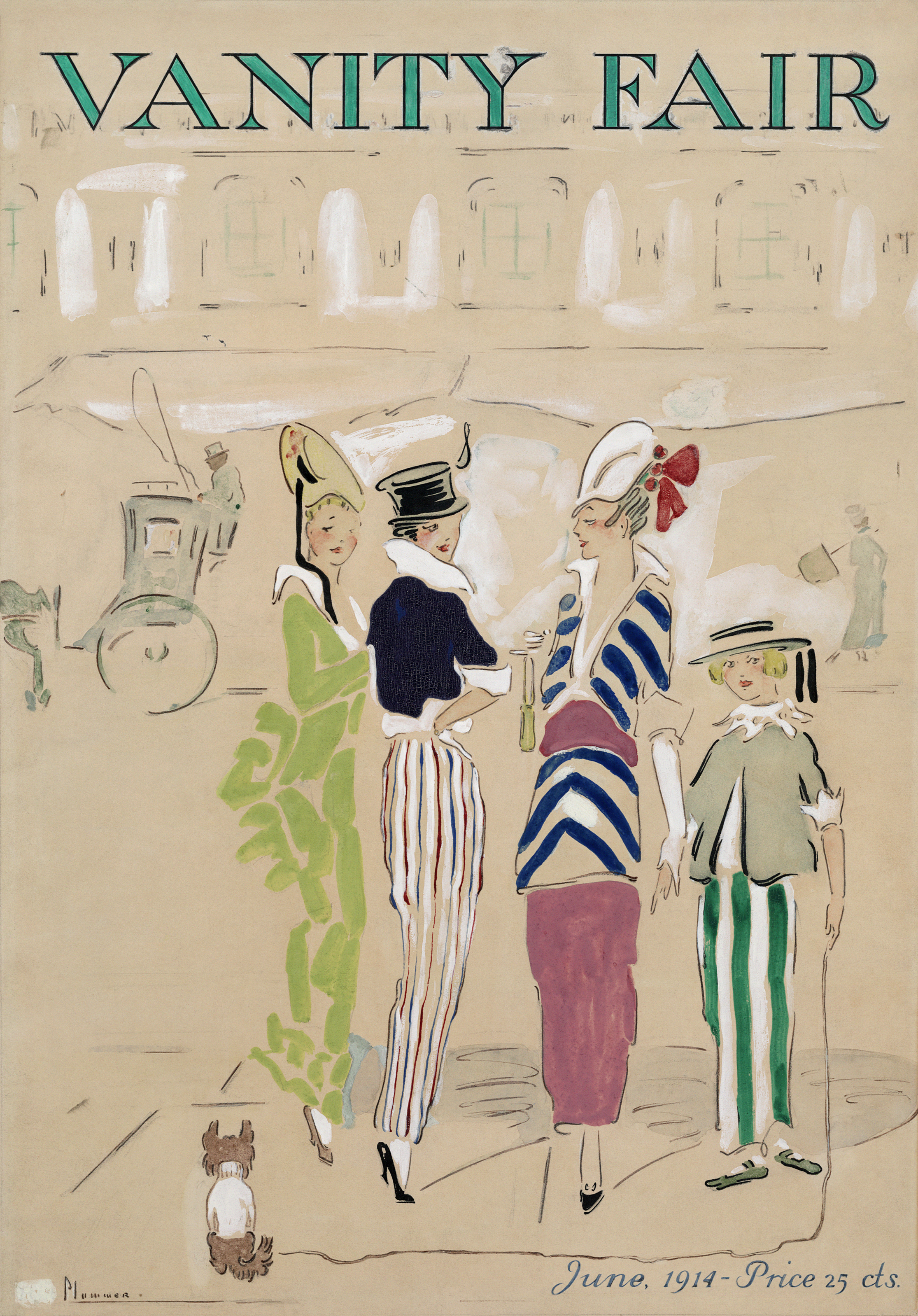
Couverture de Vanity Fair.

Le travail de Dorothy chez Vogue consiste à faire des recensions au sujet des livres nouvellement parus que les éditeurs envoient au magazine. Cette tâche lui apprend la rigueur, à trouver les justes mots en des phrases concises pour inviter les lecteurs à acheter l'ouvrage ou à s'en détourner. Très rapidement, Dorothy se fait la réputation d'une femme à la plume qui frappe juste et qui sait faire des choix littéraires, sélectionner, parmi les livres reçus par Vogue, ceux qui ont un intérêt littéraire. Dorothy est fascinée par le monde de la mode exposé par Vogue, elle soigne son élégance et comme elle le dira plus tard au sujet de cette période « j'étais juste une petite jeune femme juive coquette cherchant à être plaisante. » La qualité de ses critiques est telle que dès la fin de l'année 1916, Edna Woolman Chase, la rédactrice en chef de Vogue rencontre Frank Crowninshield pour qu'il lui propose un emploi à Vanity Fair dont la ligne éditoriale est plus adaptée à son style et le valorisera, ce qu'il fait et Dorothy accepte le poste. Remarquant ses analyse percutantes sur le théâtre, en avril 1918, Frank Crowninshield lui offre la place de chroniqueuse et critique de l'actualité théâtrale pour succéder à Pelham Grenville Wodehouse. Elle devient la première femme à faire partie de la rédaction en tant que critique littéraire. Vanity Fair a déjà une solide réputation dans les milieux culturels, le journal ayant fait découvrir à ses lecteurs les artistes de l'avant garde de l'époque, tels que Picasso, Matisse, Marie Laurencin, Raoul Dufy, Gertrude Stein, E. E. Cummings, D.H. Lawrence, T.S. Eliot, Arnold Bennett, H.G. Wells. C'est également le premier magazine américain à reconnaître les artistes afro-américains. Vanity Fair a la réputation d'être « l'arbitre des élégances » auprès de l'Amérique. Pour la jeune Dorothy, entrer dans la rédaction de ce magazine c'est devenir membre de l'élite intellectuelle.
Une de premières recensions de Dorothy Parker, qui fait mouche de par son ironie, est celle concernant une représentation de la pièce d'Henrik Ibsen, Hedda Gabler, elle dit que le moment le plus intéressant est celui où Hedda Gabler se suicide en se tirant une balle dans la tête et se demande pourquoi Henrik Ibsen n'a pas choisi d'autre manière de se suicider, comme le gaz, le mercure, le poison, manière plus propre et plus sereine pour l'entourage. Dans un autre article, elle ne cite pas les acteurs, dont elle n'a pas envie de parler, une autre fois plutôt que de parler de la pièce, elle préfère parler d'une spectatrice qui se démène pour récupérer un de ses gants tombé à terre. En 1919, elle est considérée par les lecteurs de Vanity Fair comme la chroniqueuse la plus populaire,,,,.

#### Des rencontres décisives: Robert Benchley et Robert Sherwood

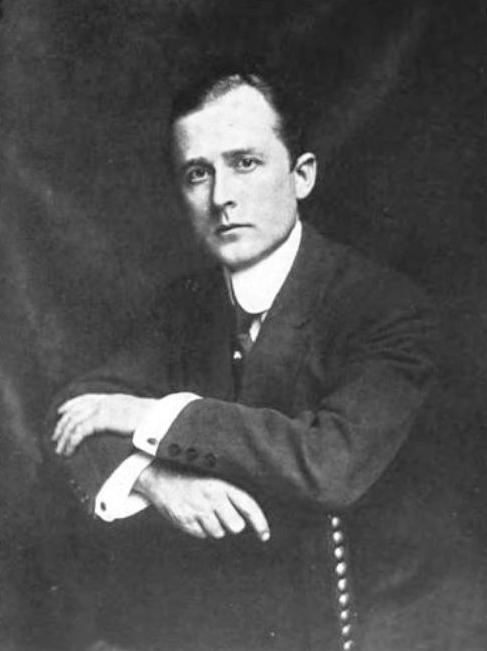
Condé Nast.

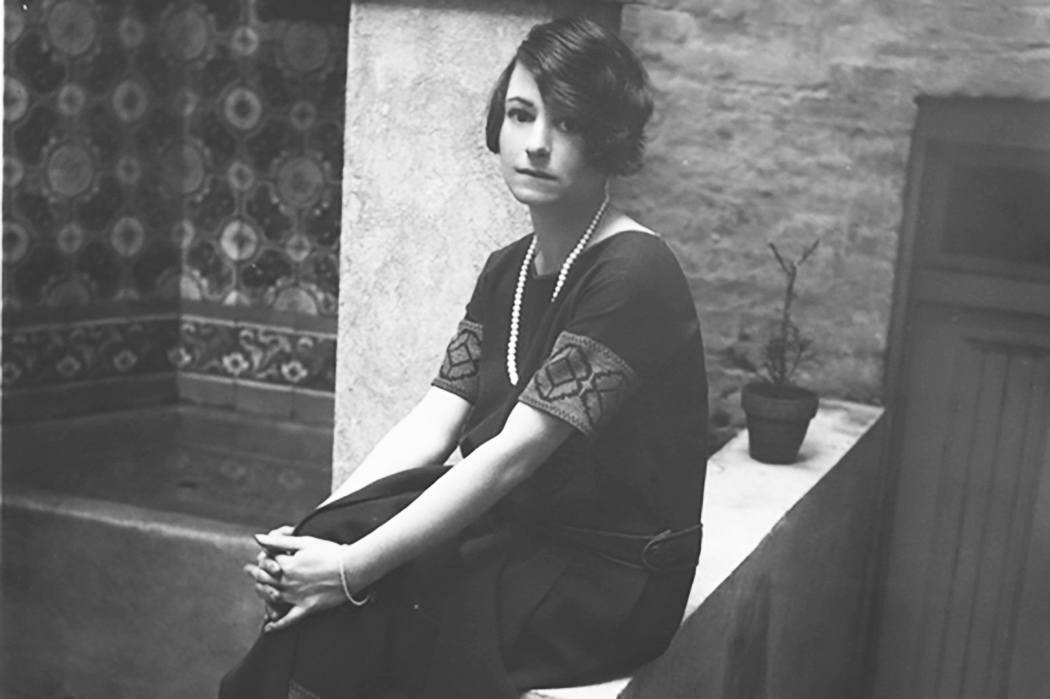
Dorothy Parker durant sa collaboration à Vanity Fair.

Dorothy continue son travail de critique littéraire et publie également des poèmes et des nouvelles dans les colonnes de Vanity Fair qui emportent l'adhésion des lecteurs. Frank Crowninshield note les traits de style qui font l'originalité de l'écriture de Dorothy (devenue Parker depuis son mariage en juin 1917 avec Edwin Pond Parker II), à savoir un modèle du style satirique allié à une vivacité intellectuelle remarquable. En 1919, elle utilise sa réputation pour lancer un appel aux femmes américaines pour demander le rappel au plus vite des soldats, qui comme son mari sont toujours éloignés de leur foyer parce que cantonnés en Allemagne avec les forces d'occupations alliées. Pendant qu'Edwin Parker est éloigné, Dorothy, accompagnée de Frank Crowninshield, est régulièrement invitée au domicile de Condé Nast qui teste sa nouvelle rédactrice. Cette année 1919 est aussi la rencontre de Dorothy avec Robert Benchley et de Robert Sherwood qui viennent d'entrer dans l'équipe de rédaction de Vanity Fair, c'est le début d'une collaboration qui va changer sa vie,,.

#### L'Algonquin Round Table

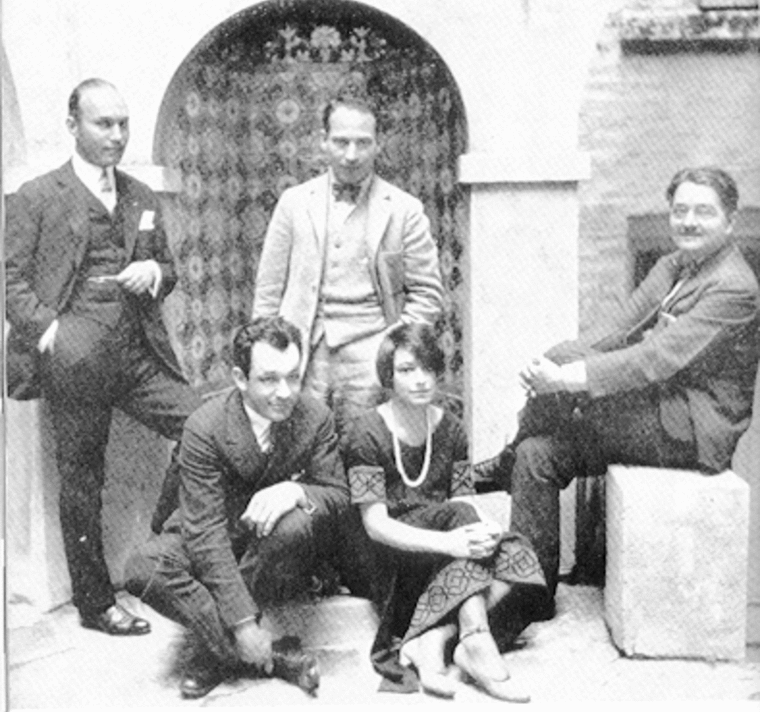
Dorothy Parker à l'Algonquin Round Table, avec Art Samuels, Charles MacArthur, Harpo Marx, et Alexander Woollcott.

Les trois amis, Dorothy Parker, Robert Benchley et Robert Sherwood prennent l'habitude de prendre leur petit déjeuner au restaurant de l'hôtel Algonquin situé sur la cinquième avenue, qui a eu pour clients des personnalités illustres du cinéma muet comme Douglas Fairbanks, Laurette Taylor, Booth Tarkington, Elsie Janis, Jane Cowl, etc. Avec le temps l'hôtel devient un lieu de rendez-vous entre divers écrivains et artistes new-yorkais qui se réunissent autour d'une table ronde. Cette dernière donnera le nom de ces rencontres, l'Algonquin Round Table. Le trio composé de Dorothy et des deux Robert est invité à participer aux réunions de l'Algonquin Round Table où sont présents Irving Berlin, George S. Kaufman, Edna Ferber, Marc Connelly, Harold Ross, Jasha Heifetz, Alexander Woollcott, Alice Duer Miller, Harpo Marx, Moss Hart, Tallulah Bankhead, Noel Coward, Heywood Broun, etc., Les acteurs, librettistes, compositeurs de comédies musicales y rencontrent également des journalistes et des agents artistiques,,,,,.
Le critique Alexander Woollcott, lors des réunions de l'Algonquin Round Table, parle de Dorothy Parker comme étant un mélange de Little Nell (un des personnages du roman Le Magasin d'antiquités de Charles Dickens) et de Lady MacBeth (personnage de la tragédie de Shakespeare MacBeth).
Lors de leurs réunions, les participants lisent et partagent les articles de différents journaux, magazines et revues commentant l'actualité culturelle. Dorothy s'y fait connaître par ses « bons mots », chose essentielle pour un groupe soucieux du style et ainsi, elle se fait reconnaître par l'ensemble de la profession.
Le groupe de l'Algonquin Round Table devient un groupe réputé représenter l'avant-garde culturelle aussi bien dans le cinéma, le théâtre, que par les articles de ses membres dans les journaux et magazines. Quand le mari de Dorothy, Edwin Parker, fait son entrée dans le groupe, les gens le regardent avec bienveillance mais rapidement il suscite l'embarras car il ne dit rien, ne s'exprime jamais sur les sujets abordés, se contentant de parfois sourire. Edwin s'en rend compte et s'absente définitivement des réunions du groupe. Quand Dorothy est interrogée pour connaitre les motifs de cette absence, elle répond de façon évasive telle que « Vous ne savez donc pas ce qui est arrivé aujourd’hui à Eddy ? » ou « Oh mon Dieu que lui est-il donc encore arrivé ! ». Après un moment, plus personne ne s’intéresse à Edwin.

#### Le renvoi deVanity Fair(1920)
En janvier 1920, Florenz Ziegfield et son épouse Billie Burke viennent, indignés, voir Frank Crowninshield. Ils n'ont pas apprécié les recensions de Dorothy Parker qui a éreinté trois de leurs productions montées sur la scène de Broadway et plus particulièrement la comédie Caesar's Wife par Somerset Maugham, où Dorothy Parker qualifie le jeu de Billie Burke de vulgaire, la comparant à la chanteuse de music-hall Eva Tanguay. Il est difficile pour Vanity Fair de prendre la défense de Dorothy face au plus grand producteur de Broadway, également ami proche de Condé Nast, et les excuses de Dorothy n'auraient probablement pas suffi à calmer les colères des Ziegfield. Le 12 janvier 1920, Dorothy est conviée par Frank Crowninshield à un entretien au salon de thé du Plazza Hotel. Il lui annonce sur un ton désolé que Condé Nast a ordonné son licenciement et qu'elle doit quitter Vanity Fair dans les soixante jours. Dorothy Parker quitte le Plazza Hotel pour se rendre à l'Algonquin, elle y retrouve Robert Benchley et Robert Sherwood qui l’y attendent. Immédiatement, ils partent prendre la défense de leur amie auprès de Frank Crowninshield, en vain, et par solidarité ils démissionnent ; cette solidarité est d’autant plus louable que Robert Benchley est marié et a deux enfants à charge. La nouvelle de leur départ fait l'objet d'un article dès le lendemain dans le New York Times.
Son licenciement est également causé par son retard chronique dans les réunions de Vanity Fair, Dorothy Parker s'absentant des matinées complètes, préférant se rendre à l'Algonquin pour échanger avec Robert Benchley et Robert Sherwood sur les derniers événements culturels,,,,.

#### Le lancement duNew Yorker

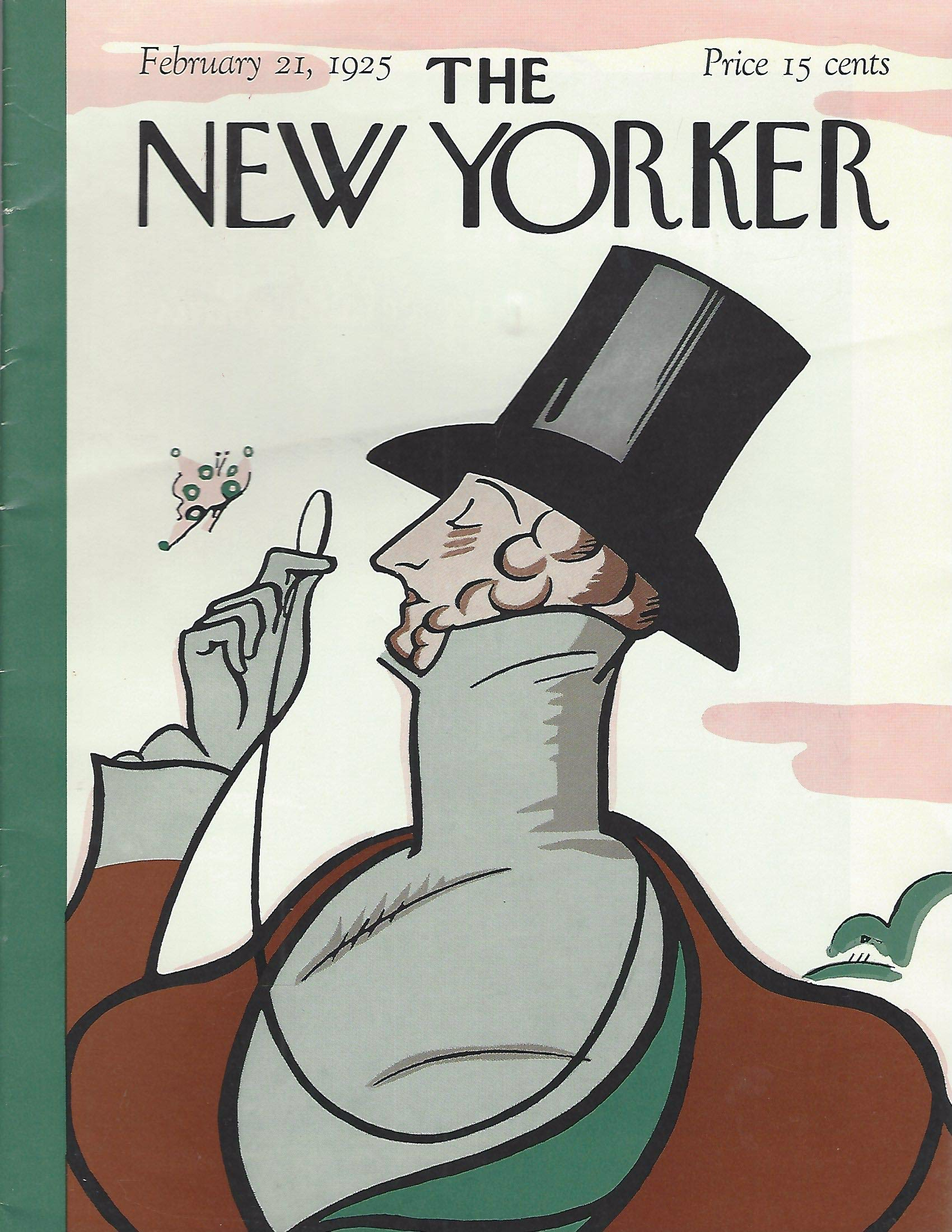
couverture du premier numéro du New Yorker.

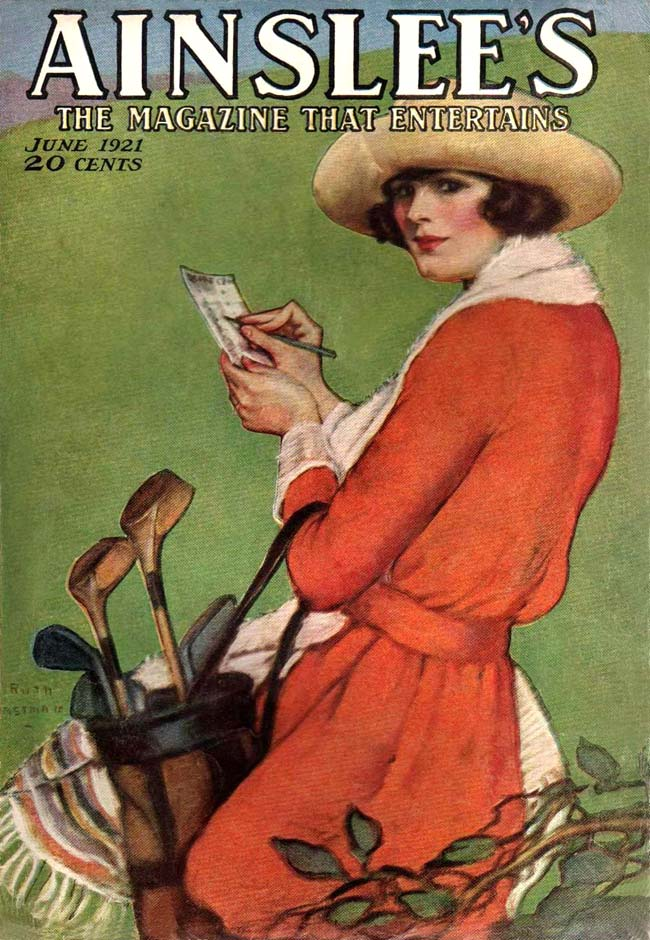
couverture du Ainslee's Magazine (juin 1921).

Après son départ de Vanity Fair, le trio recherche de nouvelles opportunités d'emploi. Robert Benchley et Dorothy Parker travaillent en free lance, ils ont pu ouvrir un bureau au troisième étage au-dessus du Metropolitan Opera pour un loyer modeste de 30 $ par mois. Dorothy Parker fait sa première expérience du monde du cinéma en écrivant les intertitres du film Remodeling Her Husband réalisé par Lillian Gish et coréalisé par D. W. Griffith et écrit des recensions littéraire dans les colonnes du Ainslee's Magazine (en). De son côté, Robert Sherwood inaugure la rubrique des critiques cinématographiques au sein du magazine Life ; puis il vend un scénario à un de ses amis, le réalisateur Rex Ingram, à l'occasion d'un repas « arrosé » à l'Algonquin, où est présente Dorothy Parker. Cette dernière se remet de son licenciement auprès de ses amis de l'Algonquin Round Table, en participant avec eux à de nombreuses parties de poker où sont notamment présents Robert Benchley, Harpo Marx, Franklin P. Adams, Clare Boothe Luce, etc. Ces interminables parties se tiennent au Thanatopsis Pleasure and Inside Straight Club, club informel ouvert en soirée à l'hôtel Algonquin et réservé aux seuls membres de l'Algonquin Round Table. C'est Dorothy Parker qui a tenu à ce que soit ajouté le nom de Thanatopsis, signifiant « contemplation de la mort ». C'est lors d'une de ces soirées que Harold Ross, ex-rédacteur du Stars and Stripes, parle de son projet de lancement d'un nouveau magazine d'opinion, projet qui bénéficie de l'appui financier de Raoul Fleishmann qui lui a versé une avance de 25 000 $ pour cela, somme issue de sa fortune personnelle en tant que cohéritiers de la chaîne de magasins Fleischmann's Yeast (en). Peu de temps après, lors d'un repas à l'Algonquin Round Table, Robert Benchley et Dorothy Parker se disent prêts à participer à l'aventure, leur bureau, si petit soit-il, pourrait servir de salle de rédaction du nouveau magazine qui s'appellera, sur la proposition de John Peter Toohey (en), The New Yorker,.

#### Les contributions au magazineLife

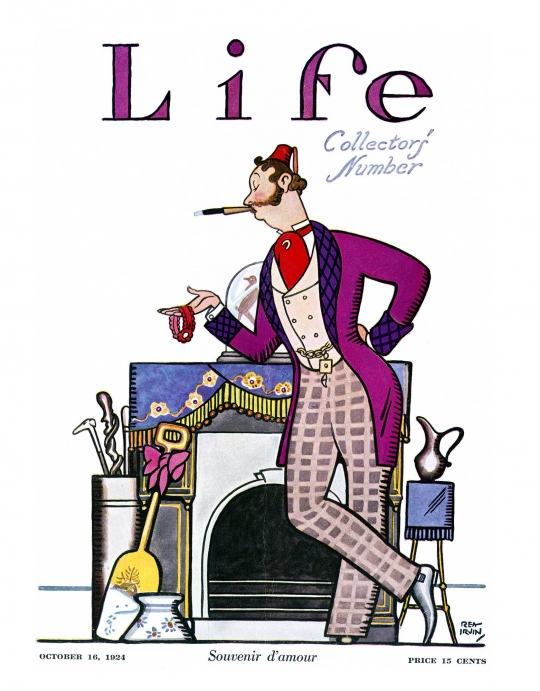
Couverture de Life Magazine (oct 1924).

Pour aider financièrement Robert Benchley et Dorothy Parker, Robert Sherwood, qui travaille au magazine Life, fait appel au fondateur du magazine Edward Sandford Martin (en), qui les embauche en tant que contributeurs réguliers. Edward S. Martin demande à Dorothy Parker de publier un poème par semaine. Au bout de quelques mois chez Life, Robert Benchley et Dorothy Parker mettent fin à leur activité de free lance pour travailler à plein temps pour le magazine. Elle apprend à peaufiner son style auprès d'autres écrivains rédacteurs de Life : Marc Connelly, George S. Kaufman, Donald Ogden Stewart, Don Marquis, Arthur Guiterman (en), Christopher Morlay et Carolyn Wells. Entre 1920 et 1922, Dorothy Parker a écrit 91 articles, 63 poèmes et 28 critiques,,.

#### La renommée
Peu à peu le nom de Dorothy Parker est sur les lèvres de toutes les personnes du monde culturel de New York. Elle élargit son public en écrivant des nouvelles et des chroniques dans divers journaux et magazines comme The Saturday Evening Post, le Ladies' Home Journal et Everybody's Magazine (en). Son humour, son ton sardonique, ses traits d'esprits font sa réputation et sa marque distinctive,,.
En fréquentant Greenwich Village, elle côtoie des écrivains tels que Edmund Wilson, Edna St. Vincent Millay, Elinor Wyllie qui la pousse à s'inspirer des styles de poètes latins comme Horace pour son lyrisme, Juvénal pour ses satires, Catulle, pour sa sensualité et Martial pour son style épigrammatique. C'est ainsi qu'elle commence à écrire ses propres épigrammes.

#### Hospitalisation et tentative de suicide
Après sa séparation d'Edwin Pond Parker, qui a sombré dans l'alcoolisme, Dorothy Parker connait une période dépressive où elle aussi, malgré la prohibition se met à boire. Elle trouve le réconfort dans les bras du dramaturge Charles McArthur. En fin de l'année 1922, elle annonce de façon désappointée à son amie la peintre Neysa McMein qu'elle est « enceinte et bien enceinte, quelle merde ! ». Elle cherche à se faire avorter, les trois médecins qu'elle rencontre établissent un certificat disant que si elle mène à terme sa grossesse au regard de son état dépressif, cela entraînerait des dommages psychologiques…
Mais le remède coûte cher, il faut passer par un marché noir et trouver un médecin qui accepte de l'avorter. Neysa trouve un hôpital où un médecin pratique l'avortement et Dorothy Parker est hospitalisée au titre de troubles gastriques. Elle quitte l’hôpital au bout d'une semaine et rentre chez elle en piteux état, seul son chien et un oiseau l'attendent. Lorsqu'elle revient à l'Algonquin Round Table, ses amis lui posent des questions sur son absence. Dorothy s'enferme dans le silence. Elle est heurtée par l'abandon de Charles McArthur, qui s'ajoute au traumatisme de l'avortement. Elle sombre dans un état dépressif profond. Un soir, alors qu'elle est dans un hôtel, une des membres du personnel s'étonne que malgré la sonnerie du repas elle ne soit pas descendue dans la salle du restaurant, et décide de monter à sa chambre. Elle toque à sa porte sans réponse, entre dans la chambre puis se rend à la salle de bain et découvre Dorothy Parker dans la baignoire avec les poignets ensanglantés et sur le sol un rasoir, elle appelle immédiatement un médecin,,.
L'ambulance et les secouristes arrivent juste à temps, à cinq minutes près, Dorothy Parker passait de vie à trépas. Elle est conduite à l'Hôpital presbytérien de New York, où elle se relève au bout de deux jours ; ses amis de l'Algonquin Round Table viennent alors lui rendre visite. Aux diverses questions portant sur les raisons de sa tentative de suicide, elle élude par des mots d'esprit. Dès qu'elle rente chez elle, elle se remet à boire plus que de mesure et à fumer cigarette sur cigarette, signes de la persistance de son état dépressif.
Durant la période succédant à sa tentative de suicide, elle écrit une nouvelle Such a Pretty Picture qui expose, dans un monologue intérieur, la souffrance d'un homme pris dans le piège d'un mauvais mariage,.

#### Les débuts dans le théâtre et le cinéma

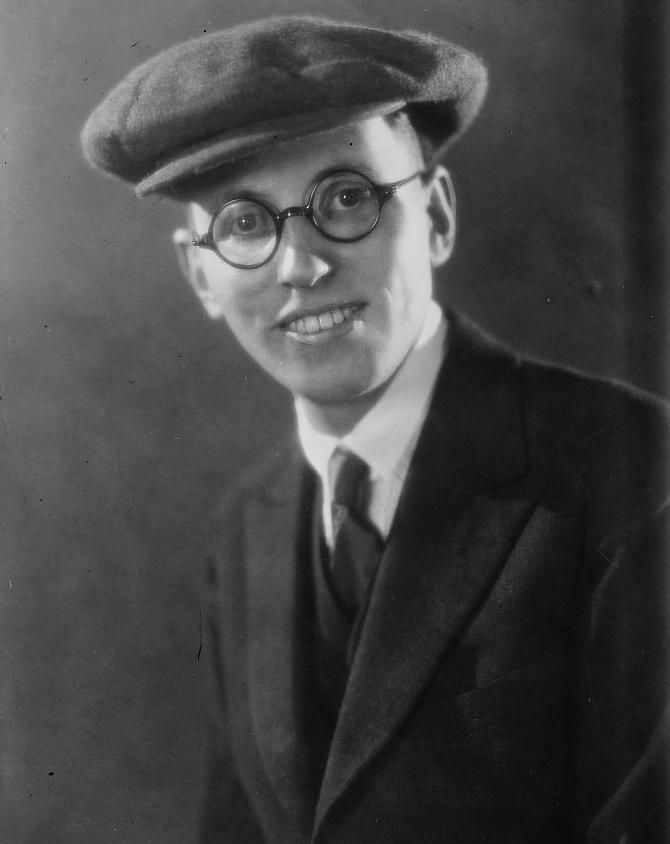
Elmer Rice.

En 1924, Dorothy Parker collabore avec Elmer Rice à l'écriture de la pièce Close Harmony qui est montée au Gaiety Theatre le 1er décembre 1924 ; malgré une bonne critique, les représentations s'achèvent au bout de quatre semaines, clôture prématurée dû au fait que le 1er décembre 1924 se donnaient également sur Broadway les premières de la Music Box Revue (en) d'Irving Berlin au Music Box Theatre et de la comédie musicale Lady, Be Good! (comédie musicale) avec Adele et Fred Astaire au Liberty Theatre. Mais l'été suivant, avec un nouveau producteur, Dorothy Parker fait remonter la pièce à Chicago sous le titre de The Lady Next Door, les représentations durent pendant 15 semaines et 10 autres semaines dans un théâtre du Midwest. En 1925, elle écrit le scénario d'un film Business is Business, un court métrage de George S. Kaufman pour les studios de la Paramount,,.

#### Un réseau qui s'élargit
En 1926, le dramaturge et scénariste Donald Ogden Stewart présente Dorothy Parker et Robert Benchley à Ernest Hemingway. Ce dernier dit à John Dos Passos combien il les apprécient. Donald Ogden Stewart les présente également à l'éditeur du magazine littéraire The Bookman, Seward Collins (en) qui tombe amoureux de Dorothy Parker,. Seward Collins et Donald Ogden Stewart les invite à les suivre à Paris. Une fois installés à l'hôtel Lutetia, Donald Ogden Stewart présente Dorothy Parker aux mécènes américains Gerald et Sara Murphy qui animent la communauté des artistes américains vivant à Paris. Les Murphy présentent Dorothy Parker à John Dos Passos, au poète Archibald MacLeish, au critique littéraire et journaliste Gilbert Seldes. Dorothy Parker et Robert Benchley sont invités à séjourner à la villa d'Antibes des Murphy, ils y font la connaissance de Zelda et Scott Fitzgerald, d'Ernest Hemingway et tant d'autres ; tous apprécient Dorothy Parker qui lui rendront visite lorsqu'ils seront de passage à New York,>.

#### Une errance amoureuse
Malgré les soins donnés par son psychiatre depuis son suicide raté de 1922, en 1925, Dorothy Parker renouvelle une tentative de suicide en avalant une tablette de Véronal. Après son rétablissement, Dorothy Parker entreprend diverses liaisons amoureuses avec le compositeur Deems Taylor, le librettiste Howard Dietz, l'éditeur Seward Collins, puis le banquier John W. Garrett III. En 1927, le peintre George T. Hartmann réalise un portrait d'elle en la représentant sous les traits d'une femme amère. Après une séparation houleuse, le 31 mars 1928, elle gagne son procès de divorce contre Edwin Pond Parker.

#### Le succès littéraire
En 1926, son recueil de poésies Enough Rope est publié par les éditions Horace Liveright (en) de New York et connait un succès de vente dans les librairies, il connait onze éditions successives. En 1928, les éditions Boni & Liveright publie son second recueil de poésie Sunset Gun qui lui aussi est succès et recueille des critiques favorables. En 1931, parait son troisième et dernier recueil de poésies Death and Taxes aux éditions Viking Press.
Ses critiques littéraires au sein du New Yorker, sont un des attraits du magazine. La compilation de ses recensions parues entre 1927 et 1933 est publiée en 1970 par les éditions Viking Press sous le titre de Constant Reader. En 1929, parait sa première nouvelle Big Blonde, qui raconte la vision triste et cynique de Hazel Morse, une femme des années 1920, période souvent considérée comme à la fois fabuleuse et émancipatrice pour les femmes, femme terrifiée par la solitude et le désespoir. Big Blonde a reçu un accueil chaleureux des critiques et des lecteurs, il est récompensé par le O. Henry Award en tant que meilleure nouvelle de l'année 1929. En 1930, les éditions Viking Press publie son recueil de nouvelles Laments for the Living, qui fait l'objet d'une recension positive dont celle du New York Times,,,,,.

#### L'affaire Sacco et Vanzetti

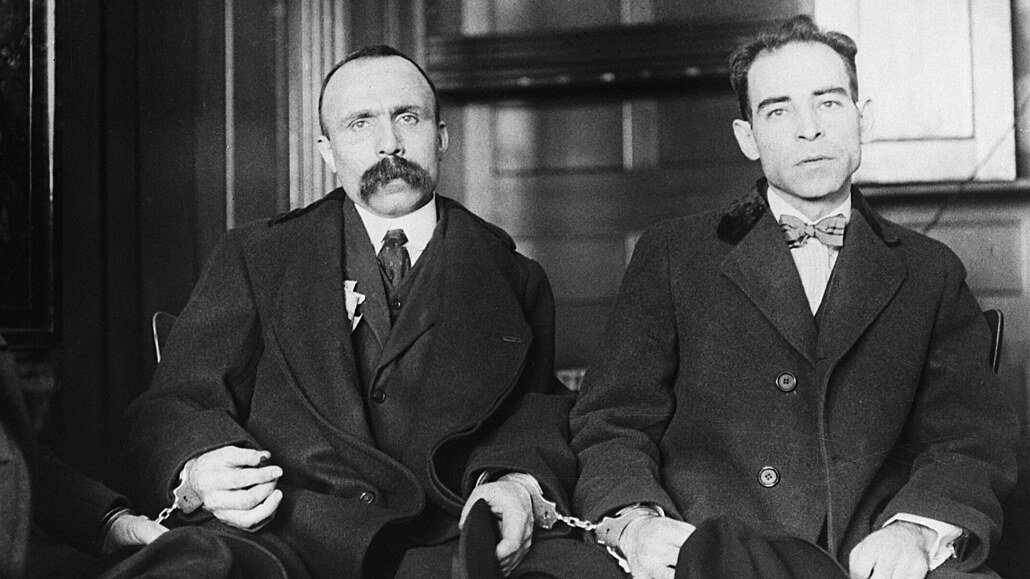
Sacco et Vanzetti.

Le 15 avril 1920, Sacco et Vanzetti, deux migrants fraîchement venus de leur Italie natale sont arrêtés pour vols et meurtres à Braintree dans l'État du Massachusetts. C'est le début d'un long procès qui va durer pendant sept ans jusqu'à son dénouement tragique, l’exécution des deux inculpés sur la chaise électrique. Cette affaire secoue l’Amérique, Dorothy Parker fait partie des personnes qui dénoncent un procès uniquement à charge, où les éléments à décharge ont été écartés,. Le 11 août 1927, elle se joint à une manifestation qui se tient à Boston, comptant parmi elle John Dos Passos et Robert Benchley, et qui aboutit aux bureaux du gouverneur Alvan T. Fuller pour implorer sa clémence et l'annulation de l'exécution. Parmi les protestataires il y a des membres du Parti communiste des États-Unis d'Amérique (CPUSA) comme Michael Gold, l'éditeur du magazine New Masses, et Sender Garlin (en), rédacteur au sein du Daily Worker, c'est le premier contact de Dorothy Parker avec le PCUSA. Alors que la foule approche les bâtiments abritant les services du gouverneur, les policiers arrivent et arrêtent une quarantaine de marcheurs dont Dorothy Parker, Dos Passos et Robert Benchley et ils sont tous condamnés à une amende de cinq dollars,.

#### La scénariste et la dialoguiste de Hollywood

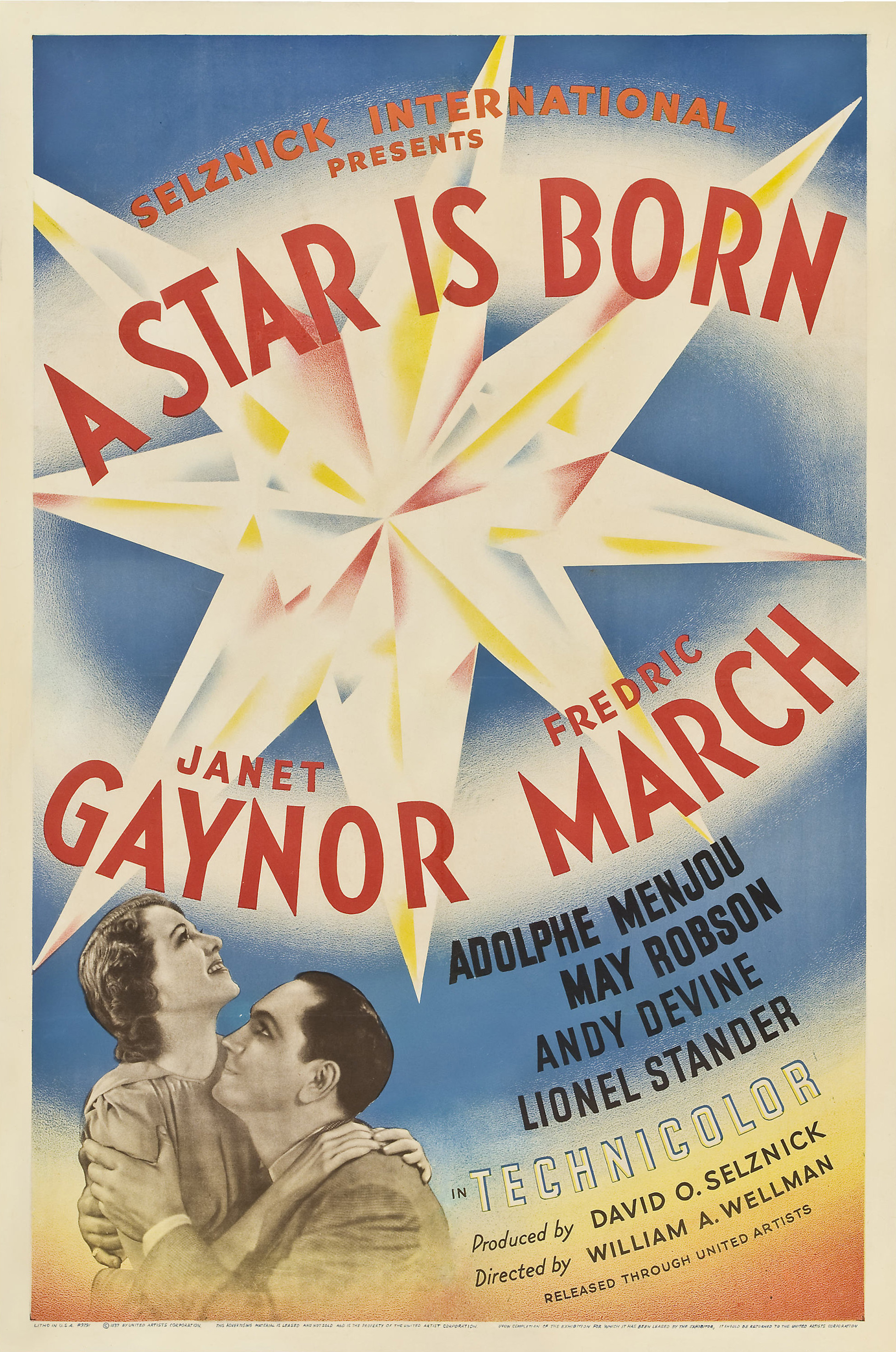
A Star Is Born (1937).

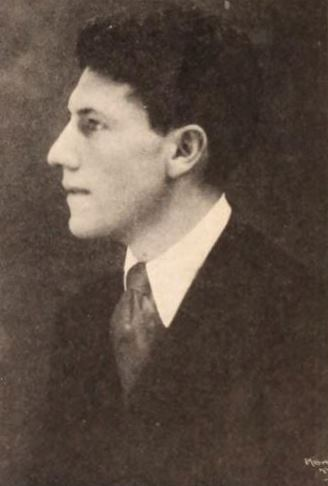
Howard Dietz.

En 1928, sur les recommandations d'Howard Dietz, elle est contactée par la MGM pour écrire des dialogues. Dorothy Parker accepte, elle est engagée par un contrat d'une durée de trois mois avec un salaire de 300 $ par semaine. Il lui est demandé d'écrire les dialogues pour un mélodrame Madame X (1929), mais quand elle arrive sur place, elle n'a aucune directive, elle joint le producteur Irving Thalberg pour s'en plaindre, mais lui-même ne sait pas ce qu'elle fait là et pourquoi. Pendant ces trois mois, elle ne fait rien d'autre que de participer à des soirées. En janvier 1929, elle signe un nouveau contrat où elle travaille les dialogues pour le film The Five O'Clock Girl et Dynamite (film, 1929) de Cecil B. DeMille, de sa collaboration, il ne reste que les paroles d'une ballade How Am I to Know. Bien que la MGM se dise satisfaite du travail de Dorothy Parker, son contrat n'est pas renouvelé,.
Après son divorce d'Edwin Pond Parker II, désabusée du mariage, elle fréquente des milieux homosexuels où au printemps 1933, elle fait la connaissance d'Alan Campbell (screenwriter) (en), un acteur gay de dix ans son cadet, qui avait écrit des nouvelles pour le New Yorker. L'un et l'autre développent une relation d'affection, de respect mutuel. Quand en 1934, Alan Campbell obtient un emploi saisonnier dans le Colorado pour l'Elitch Theatre (en) de Denver, Dorothy Parker décide de le suivre. Quand ils arrivent à Denver à bord d'un tacot, pour éviter tout scandale dans cet État conservateur, ils se décident de s'épouser, ils franchissent les limites du Colorado et se marient à Raton dans le Nouveau Mexique le 18 juin 1934. À la fin de l'été, pour échapper à la Grande Dépression, ils partent pour Hollywood, pour écrire des scénarios, souvent en coopération, scénarios qui en moyenne leur rapportent 5 000 $ chacun. En 1934 elle est une des dialoguistes de deux productions de la Paramount : Here is My Heart (en) et One Hour Late (en). En 1935, elle coécrit les scénarios ou écrit les dialogues de Mary Burns, Fugitive (en), Jeux de mains, Paris in Spring, Symphonie burlesque. En 1936, Alan Campbell et Dorothy Parker écrivent les scénarios de Three Married Men (en), Lady Be Careful (en), Le Diable au corps (film, 1936). En 1937, ils participent à l'écriture des scénarios de Madame poursuit Monsieur et Une étoile est née (1937). Dans les années 1940, elle coécrit les scénarios de la Cinquième Colonne d'Alfred Hitchcock (1942), d'Une vie perdue (1947) de L'Éventail de Lady Windermere d'Otto Preminger (1949) elle écrit les dialogues de la La Vipère de William Wyler (1941) sur un scénario de Lillian Hellman ,,,,.

#### La militante de Hollywood

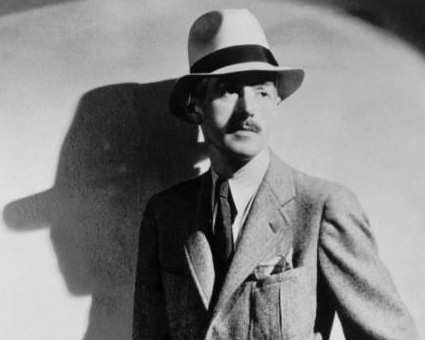
Dashiell Hammett.

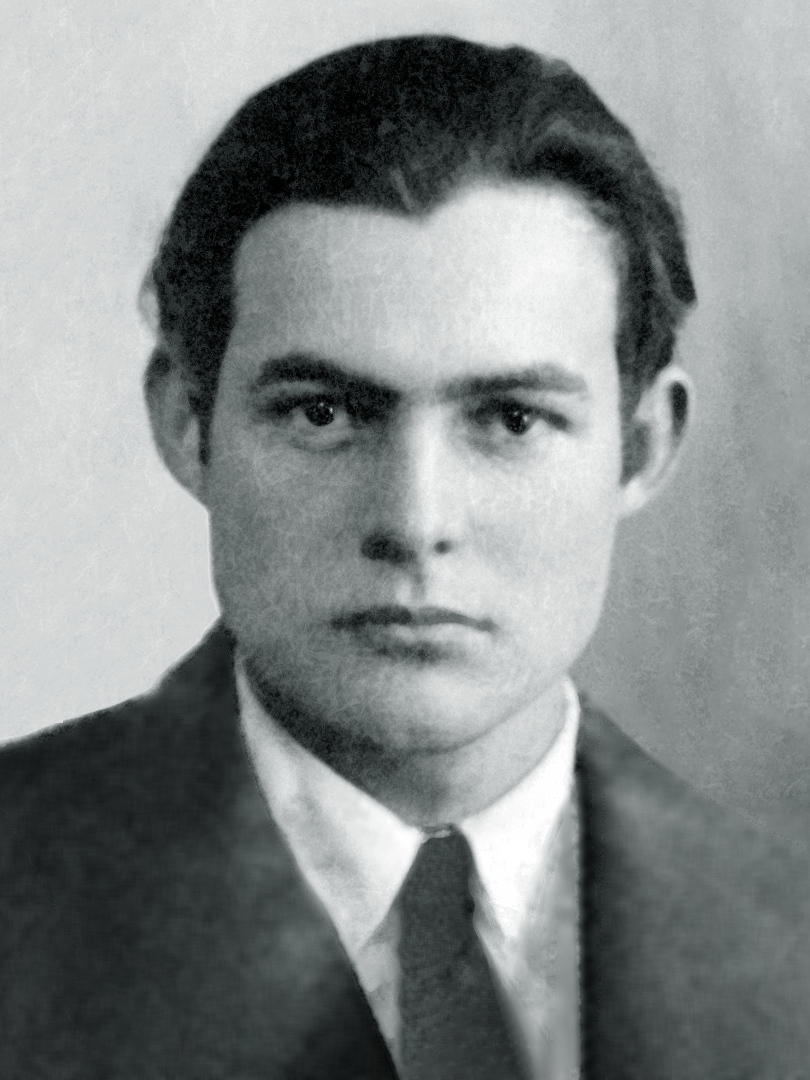
Ernest Hemingway en 1923.

Le 6 avril 1933, avec Lilliann Hellman et Dashiel Hammett, elle fait partie des dix scénaristes qui revitalisent la Screen Writers Guild (en)(SWG) pour l'adapter à la nouvelle place des scénaristes et dialoguistes au sein de l'industrie cinématographique. L'un des buts est de protéger les œuvres des scénaristes et de la libre utilisation de celles-ci. Dans un premier temps, les producteurs ont mis les dirigeants de la SWG sur une liste noire, mais l'adoption par le Congrès des États-Unis du National Labor Relations Act en 1935 met fin à cette ostracisation et légitime la SWG. Les scénaristes de la SWG s’inquiètent de la montée de l'influence du nazisme et du fascisme au sein de Hollywood et, face à cela, Dorothy Parker participe avec Donald Odgen Stewart, Fredric March, Oscar Hammerstein, Norma Shearer et d'autres à la fondation de la Hollywood Anti-Nazi League en juin 1936. Dans la foulée, elle prend la parole lors d'un meeting du Western Writer Congress (« Congrès des écrivains occidentaux ») où elle lance un appel contre la décadence sociale et culturelle que représente le fascisme et de la nécessité de réaffirmer l'amour de la liberté. Quand André Malraux se rend à Hollywood pour recueillir des fonds à destination des Républicains espagnols, Dorothy Parker, Lilliann Hellman et d'autres financent un documentaire sur la Guerre d'Espagne qui sera réalisé par Ernest Hemingway et Joris Ivens qui sortira en 1937 sous le titre Terre d'Espagne,,.
Le 17 août 1937, Dorothy Parker, Alan Campbell, Lilliann Hellman et Dashiel Hammett s'embarquent à bord du paquebot Normandie pour se rendre en France. Elle y rencontre le correspondant de guerre, lauréat du prix Pulitzer, Leland Stowe (en), de retour de Madrid, il l'abjure de se rendre en Espagne. Dorothy Parker et Alan Cambell partent pendant dix jours en Espagne, dans un premier temps à Madrid où ils retrouvent Ernest Hemingway et sa compagne Martha Gellhorn puis à Valence où ils découvrent les ravages des bombardements aériens,.

#### La Seconde Guerre mondiale
En regard de leurs positions politiques, dès 1938, la MGM assigne Dorothy Parker et Alan Campbell à travailler sur des films dénués de messages sociaux comme la romance Madame et son cowboy, la comédie musicale The Goldwyn Follies ou You Can Be Beautiful, mais Samuel Goldwyn refuse leurs travaux. En 1941, ils écrivent pour la RKO le scénario de Week-End for Three (en) qui est une adaptation d'une nouvelle de Budd Schulberg. Le couple se rend à Baltimore pour la première de la pièce Little Foxes de Lillian Hellman. Dorothy Parker écrit des scènes supplémentaires pour son adaptation au cinéma La Vipère. Les collaborations possibles avec Lillian Hellman sont interrompues car Dorothy Parker souffre de tumeurs fibroïdes qui la conduisent à subir une hystérectomie. Alors elle se tourne vers l'écriture de nouvelles qu'elle publie sous le titre Here Lies en 1943 aux éditions Viking.

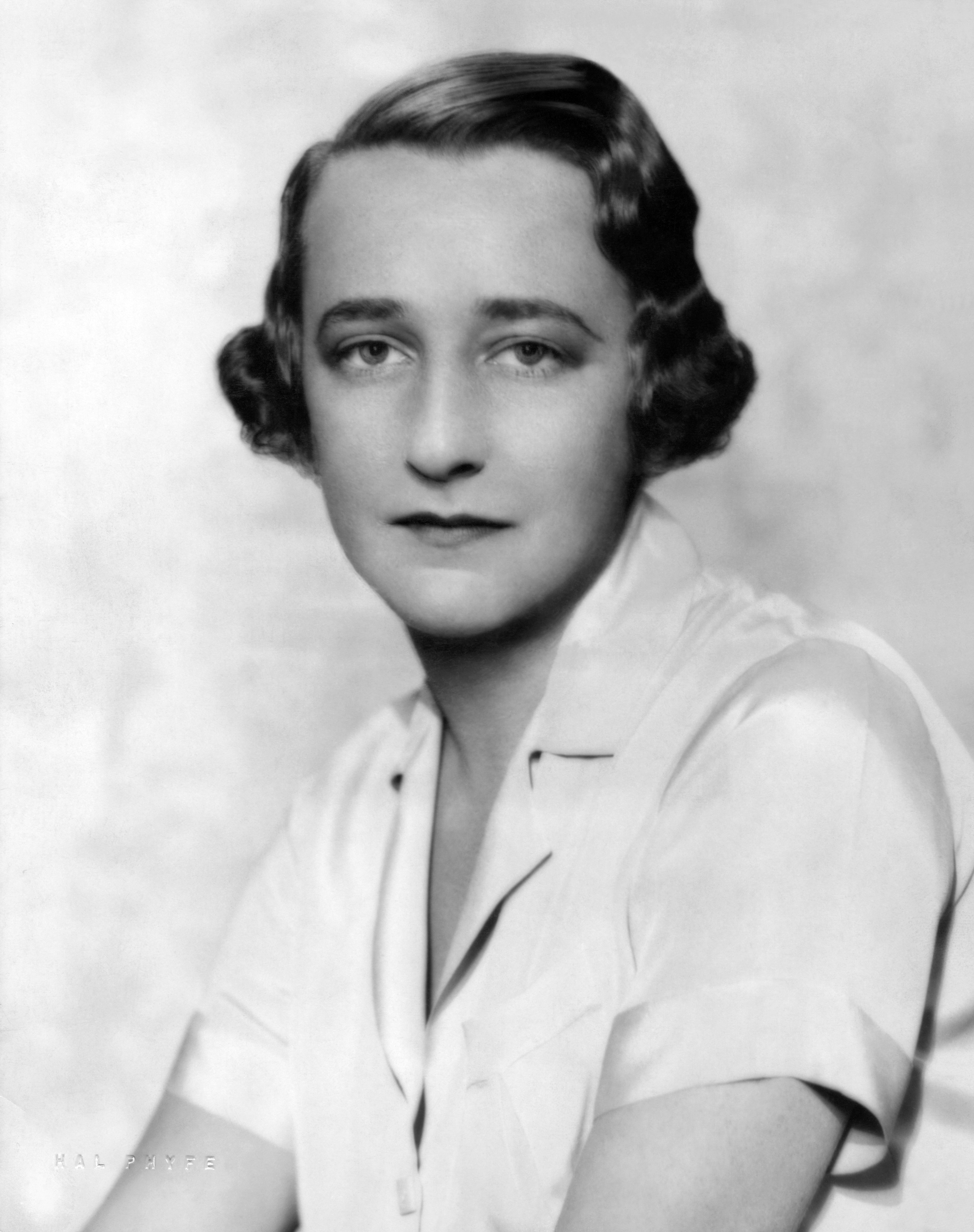
Lillian-Hellman.

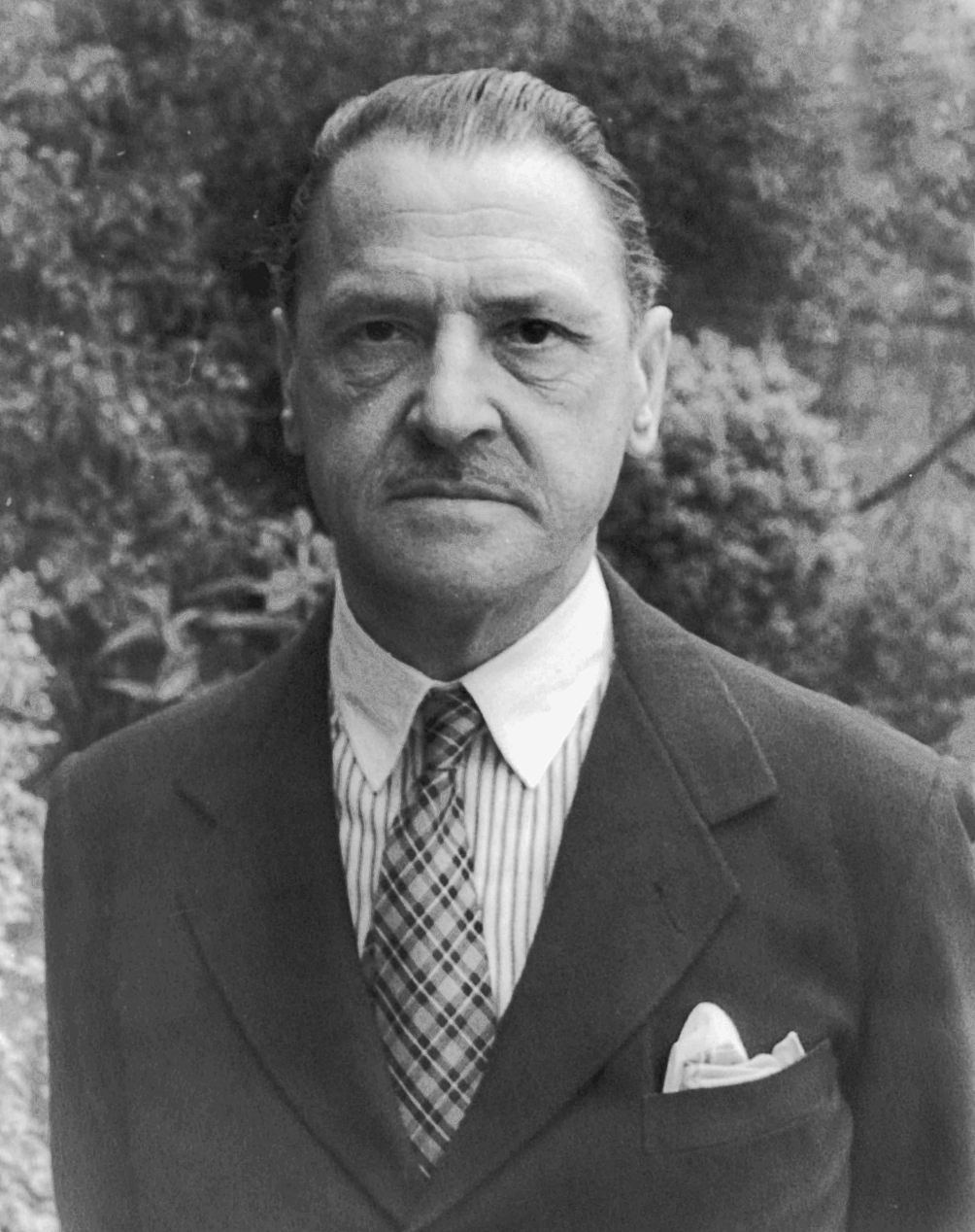
Somerset Maugham.

Quand les États-Unis entrent en guerre le 8 décembre 1941, Alan Campbell, qui était diplômé de l'Institut militaire de Virginie, se rend dans le centre de recrutement de Philadelphie pour s'engager dans les United States Army Air Forces. Dorothy Parker tente également de s'engager dans le Women's Army Corps, mais étant âgée de 50 ans, elle est refusée. Elle tente alors de devenir correspondante de guerre, mais le gouvernement apprenant son appartenance à la Hollywood Anti-Nazi League, lui refuse le passeport nécessaire. Dorothy Parker quitte alors Hollywood pour rejoindre Lillian Hellman dans sa ferme de Martha's Vineyard dans le Massachusetts. Elle participe à l'écriture du scénario d'un film d'Alfred Hitchcock, La cinquième colonne. Elle écrit l'introduction de l'édition de la pièce de théâtre de Lillian Hellman Watch on the Rhine (play) (en) ainsi que celle du roman de James Thurber Men, Women and Dogs. En juillet 1943, elle prend la parole lors d'une conférence sur l'urgence à sauver les Juifs d'Europe, qui se tient dans le Hyatt Grand Central New York (en) où elle alerte sur le fait que 4 millions de Juifs sont menacés quotidiennement et qu'il serait urgent de leur ouvrir une route d'évacuation vers la Turquie. Le 27 septembre 1944, Dorothy Parker et Clifton Fadiman (en) lancent un appel auprès de la Division féminine du fonds de guerre de New York pour récolter des dons à destination de l'United Service Organizations, ils récoltent la somme de 82 000 $, dépassant ainsi leurs espérances. En novembre 1944, lorsqu'elle lance un appel pour une collecte de livres pour enfant, elle se présente comme membre du National Council of American-Soviet Friendship (en). En mai 1944, les éditions Viking publient son recueil de nouvelles The Portable Dorothy Parker préfacé par Somerset Maugham,.
Quand la guerre prend fin, Alan Campbell préfère rester à Londres entretenir une relation homosexuelle plutôt que de rejoindre Dorothy Parker. Le divorce est prononcé le 27 mai 1947, et dans la foulée Dorothy Parker vend la ferme qu'elle avait achetée pour la somme de 40 000 $,.

#### La liste noire de Hollywood

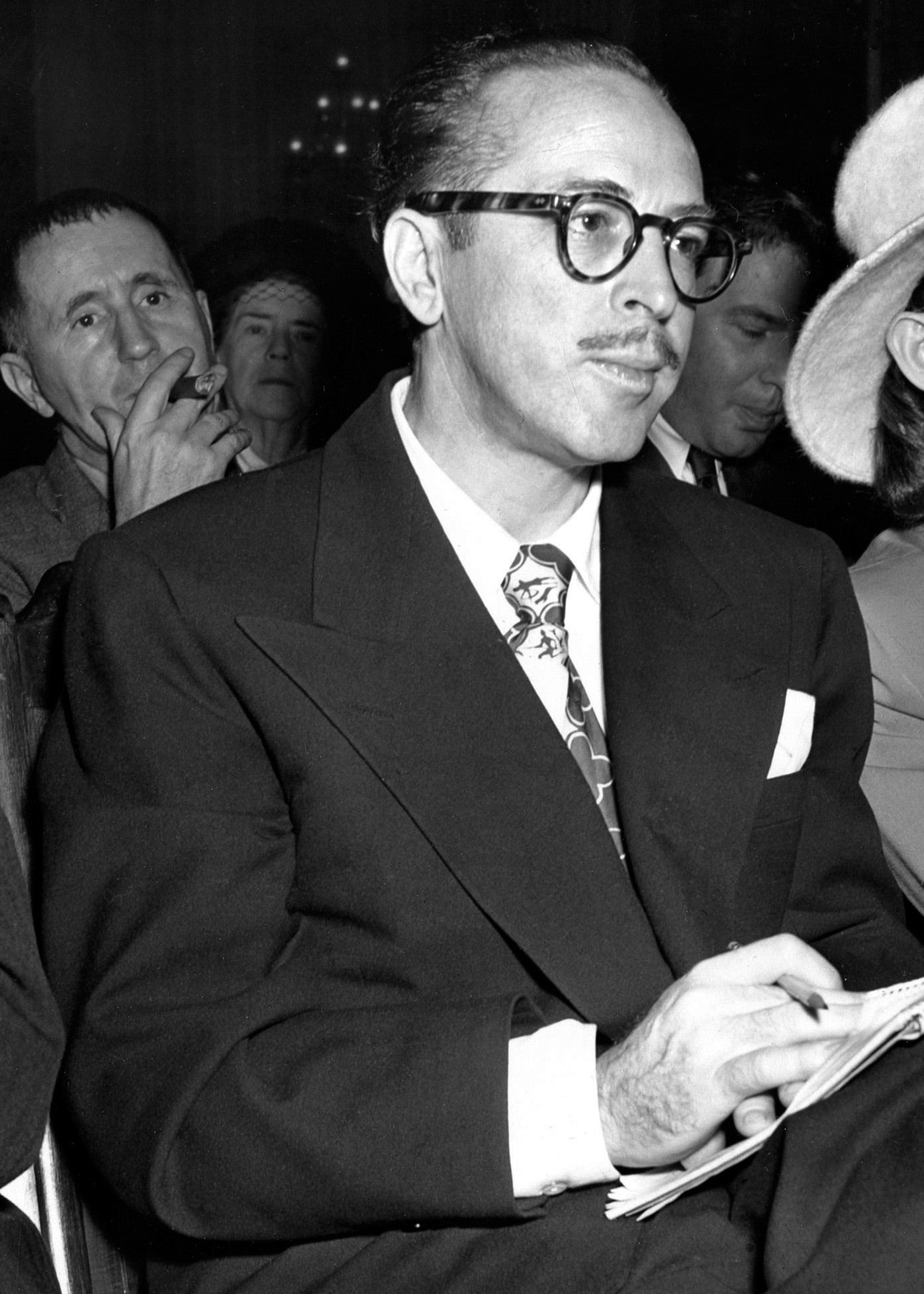
Dalton Trumbo.

Joseph McCarthy.

Après son divorce, Dorothy Parker retourne à Hollywood. Elle participe à la rédaction du scénario de Une vie perdue, inspiré largement par sa vie de déboires et de son addiction à l'alcool. En 1949, elle participe à l'adaptation de la pièce de théâtre d'Oscar Wilde L'Éventail de Lady Windermere au cinéma. Le film L'Éventail de Lady Windermere (film, 1949) est réalisé par Otto Preminger. Pour l'écriture du scénario, elle a travaillé avec le scénariste Ross Evans avec qui elle entame une nouvelle relation affective. Ross Evans, comme Alan Campbell, a des penchants homosexuels, est bien plus jeune qu'elle, mais comme Alan Campbell, il a un profond respect pour le travail et la réputation de Dorothy Parker. Ils travaillent ensemble sur le scénario du film Les Sœurs casse-cou sans y être mentionnés ainsi que pour d'autres films. Puis, ils rédigent la pièce de théâtre The Coast of Illyria, inspirée par la vie de Mary Lamb et de son frère Charles Lamb, la première est montée au théâtre dirigé par Margo Jones à Dallas, les représentations s'arrêtent au bout de trois semaines.
Dorothy Parker et Ross Evans partent prendre des vacances au Mexique, Ross Evans quitte Dorothy Parker pour une autre femme qui tient un magasin à Acapulco, Dorothy Parker retourne seule à New York. 1949 est une mauvaise année pour elle, brisée par la rupture de Ross Evans, elle apprend que la commission des activités antiaméricaines du sénat de Californie l'a inscrite sur une liste noire. Le scénariste Dalton Trumbo monte au créneau pour dénoncer cette liste. Cela donne un répit à Dorothy Parker. Elle se remarie avec Alan Campbell le 17 août 1950. Le répit est de courte durée, en 1952, elle est convoquée à comparaître devant la House Un-American Activities Committee, dirigée par le sénateur Joseph McCarthy, où elle a été dénoncée par le scénariste Martin Berkeley (en) d'être une militante communiste et se trouve officiellement sur la liste des scénaristes blacklistés. Lorsqu'il lui fut demandé si elle connaissait des communistes au sein d'Hollywood, elle a, comme d'autres, invoqué le Cinquième amendement de la Constitution des États-Unis. Finalement le FBI la retire de la liste en 1955, leur enquête ayant conclu qu'elle n'était point une menace envers la nation,,,,,,,.

#### La fin

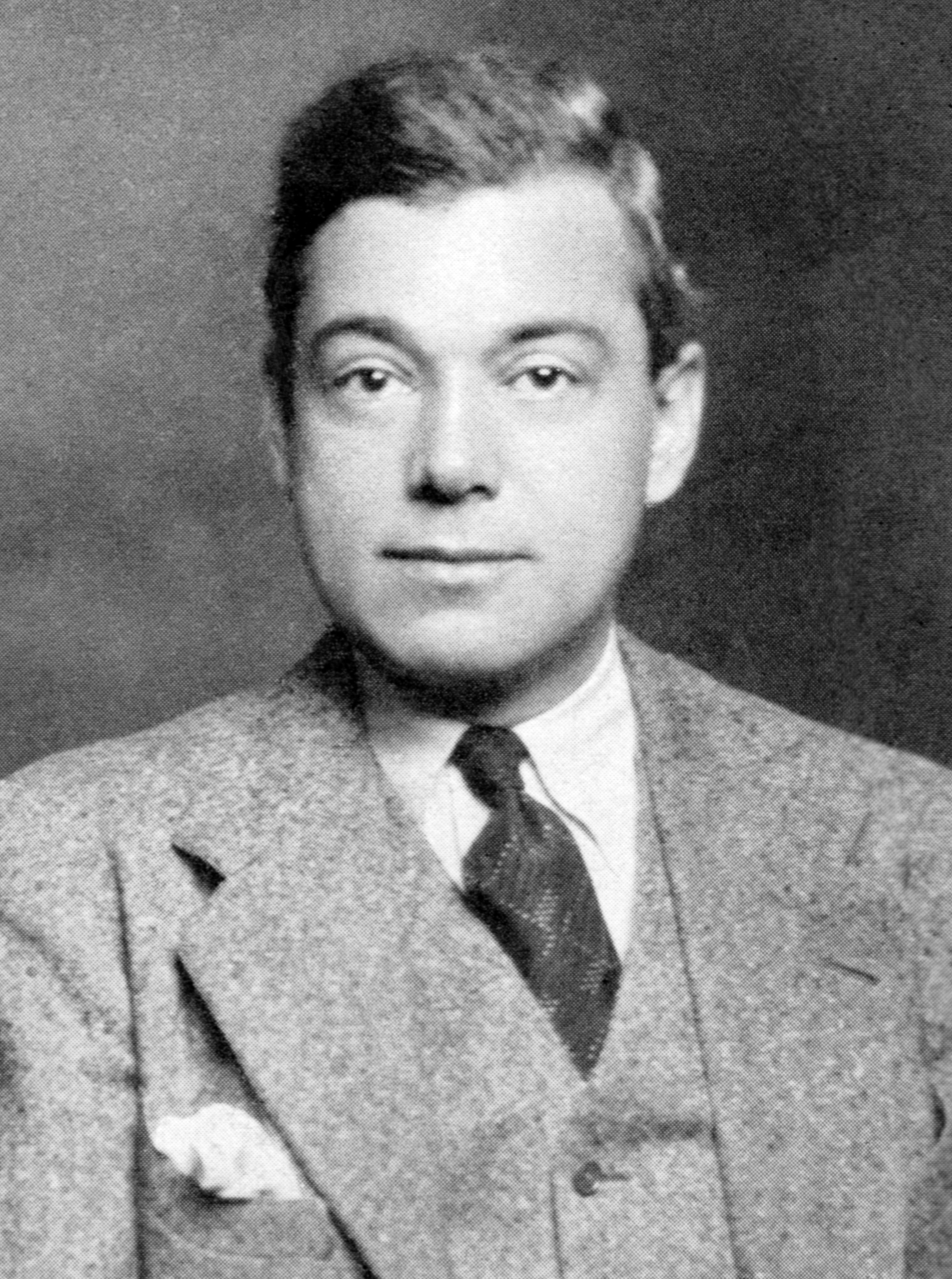
George Jean Nathan.

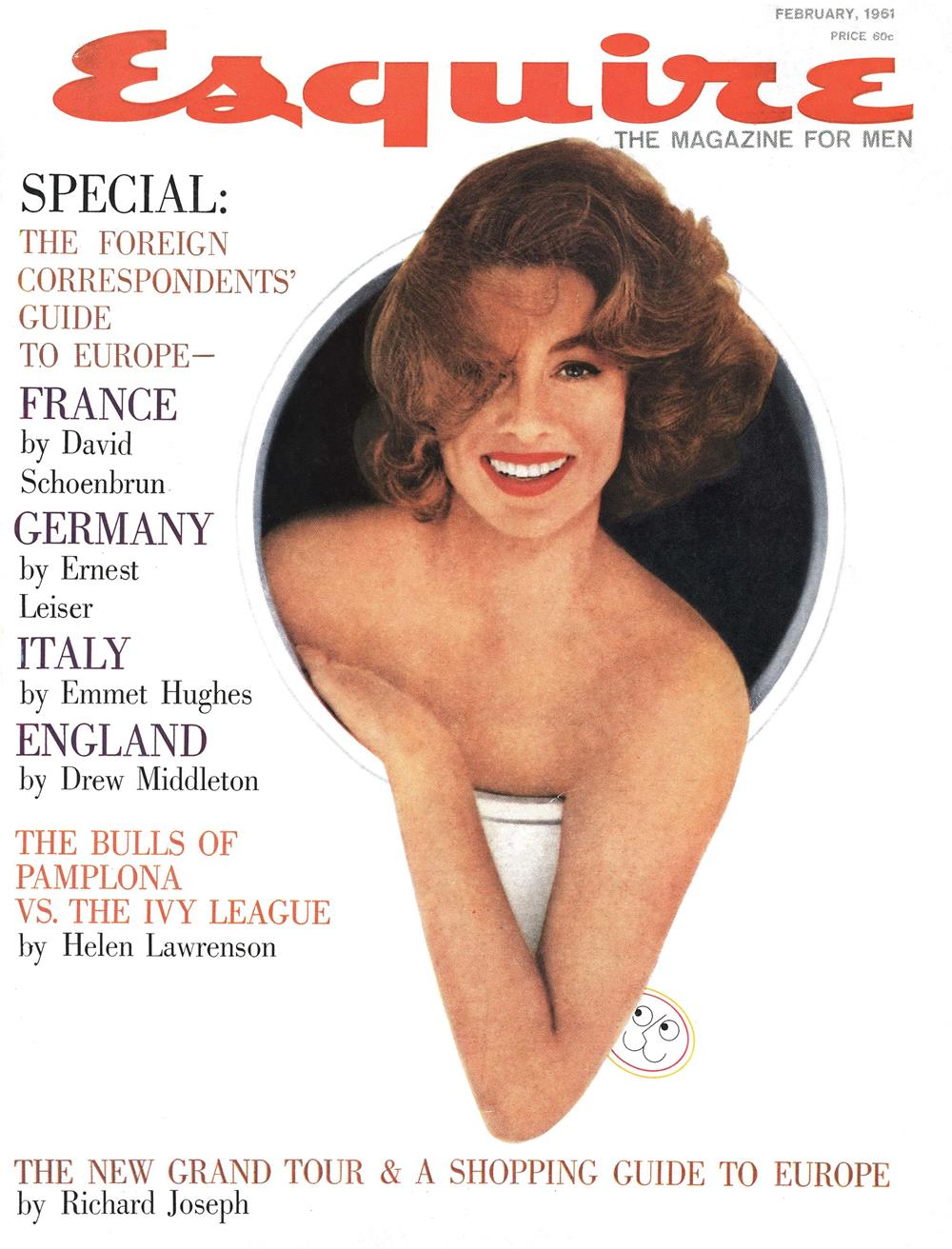
Couverture du magazine Esquire.

Ne pouvant plus travailler pour le cinéma, Dorothy Parker quitte Los Angeles pour s'installer au Volney Hotel de Manhattan à New York. Là, elle coécrit avec Arnaud d'Usseau la pièce de théâtre The Ladies of the Corridor en 1954, pièce qui est qualifiée par le critique George Jean Nathan (en) de meilleure pièce de l'année. En 1955, elle écrit deux de ses meilleures nouvelles pour le New Yorker. Elle retourne à Hollywood avec Alan Campbell. En 1956, grâce à Lillian Hellman, elle participe à l'écriture de paroles pour l'opérette Candide de Leonard Bernstein. Parallèlement, le magazine Esquire lui confie les critiques de l'actualité littéraire. Mais écrire lui devient de plus difficile et souvent elle ne tient pas les délais. Amère, elle s'isole de plus en plus, ses seules amies sont Beatrice Ames et Lillian Hellman. La reprise de la vie commune avec Alan Campbell est désastreuse, l'un comme l'autre s’enfoncent dans l'alcoolisme. La conduite erratique de Dorothy Parker effraie son entourage.
La veille du 14 juin 1963, Alan Campbell, avant de se mettre au lit avec Dorothy Parker, boit et absorbe une tablette de somnifères, c'est au matin que Dorothy découvre qu'il est mort, elle appelle la police, le médecin légiste confirme le décès. Apparemment, il s'agirait d'un suicide. Quand une voisine connue pour se mêler des autres demande à Dorothy ce qu'elle peut faire pour elle, elle lui répond « Trouvez moi un autre mari ! »,,,,.
Après avoir enterré Alan Campbell, Dorothy Parker se décide à vendre leur maison pour retourner à New York. Avant de partir, un ami lui propose de remplacer l'écrivain Christopher Isherwood pour donner des cours de littérature anglaise contemporaine à l'université d'État de Californie à Los Angeles, ce qu'elle accepte. Puis elle part pour New York et s'installe au Volney Hotel dans l'Upper East Side,,.

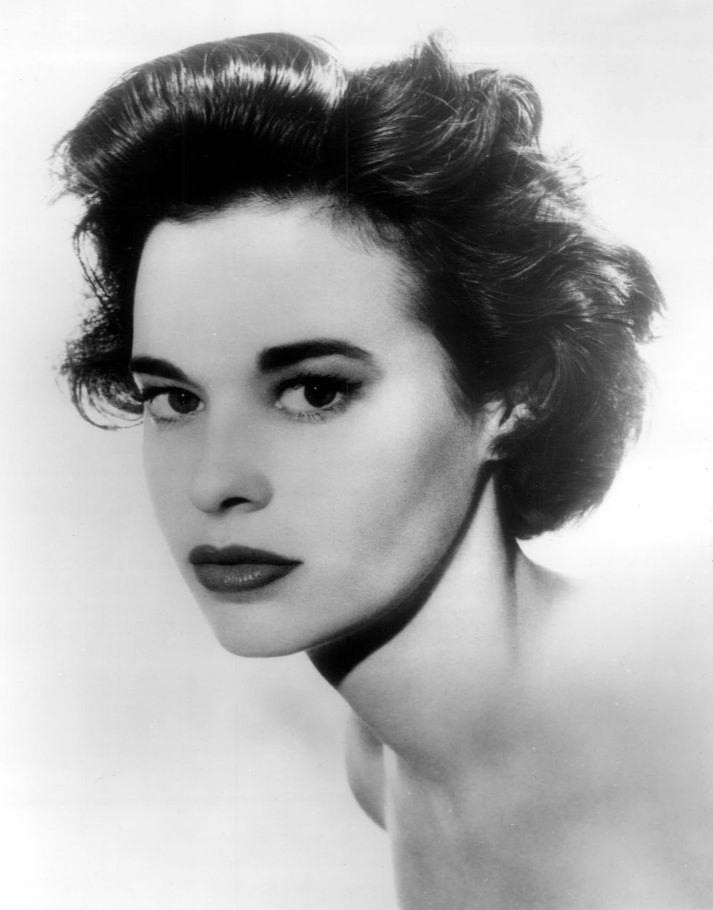
Gloria Vanderbilt.

À New York, elle se retire de la vie publique, elle vit seule avec ses deux caniches "Misty" et "C'est tout", son cercle d'amis est limité à quelques personnes, parmi lesquelles Wyatt Emory Cooper (en) et son épouse Gloria Vanderbilt qui ont pris Dorothy Parker sous leurs ailes dès son retour à Manhattan, Zero Mostel, Beatrice Ames Stewart, qui viennent régulièrement lui rendre visite. Son retrait est tel que Truman Capote omet de l'inviter pour participer au Black and White Ball (en) car il ne savait pas si elle était encore vivante
Dorothy Parker commence la rédaction d'une autobiographe, mais abandonne le projet.
Le 7 juin 1967, Dorothy Parker décède des suites d'une crise cardiaque dans sa suite au Volney Hotel en compagnie de son troisième caniche Troy ; elle a alors soixante-treize ans. C'est la femme de chambre qui découvre sa dépouille et appelle la police, ensuite, elle avertit immédiatement ses amies Beatrice Ames Stewart et Lillian Hellman. Le lendemain, sa mort fait la une du New York Times,,.
Après ses funérailles où Lillian Hellman et Zero Mostel prononcent son éloge funèbre devant un parterre de 150 personnes du monde culturel, Dorothy Parker, sur sa demande est incinérée au crématorium du Ferncliff Cemetery, de Hartsdale dans le comté de Westchester,,.

##### Une inhumation à épisodes
Son notaire, ne sachant quoi faire de l'urne funéraire de Dorothy Parker, la garde chez lui sur une étagère d'un de ses placards de son étude jusqu'à ce que Benjamin Hooks (en) (directeur de la National Association for the Advancement of Colored People (NAACP)) lui propose de recueillir l'urne pour la déposer au siège de la NAACP.
En octobre 1988, l'urne funéraire de Dorothy Parker est déposée au siège de la NAACP à Baltimore (Maryland), dans un jardin spécialement aménagé, le Dorothy Parker Memorial Gardens,.

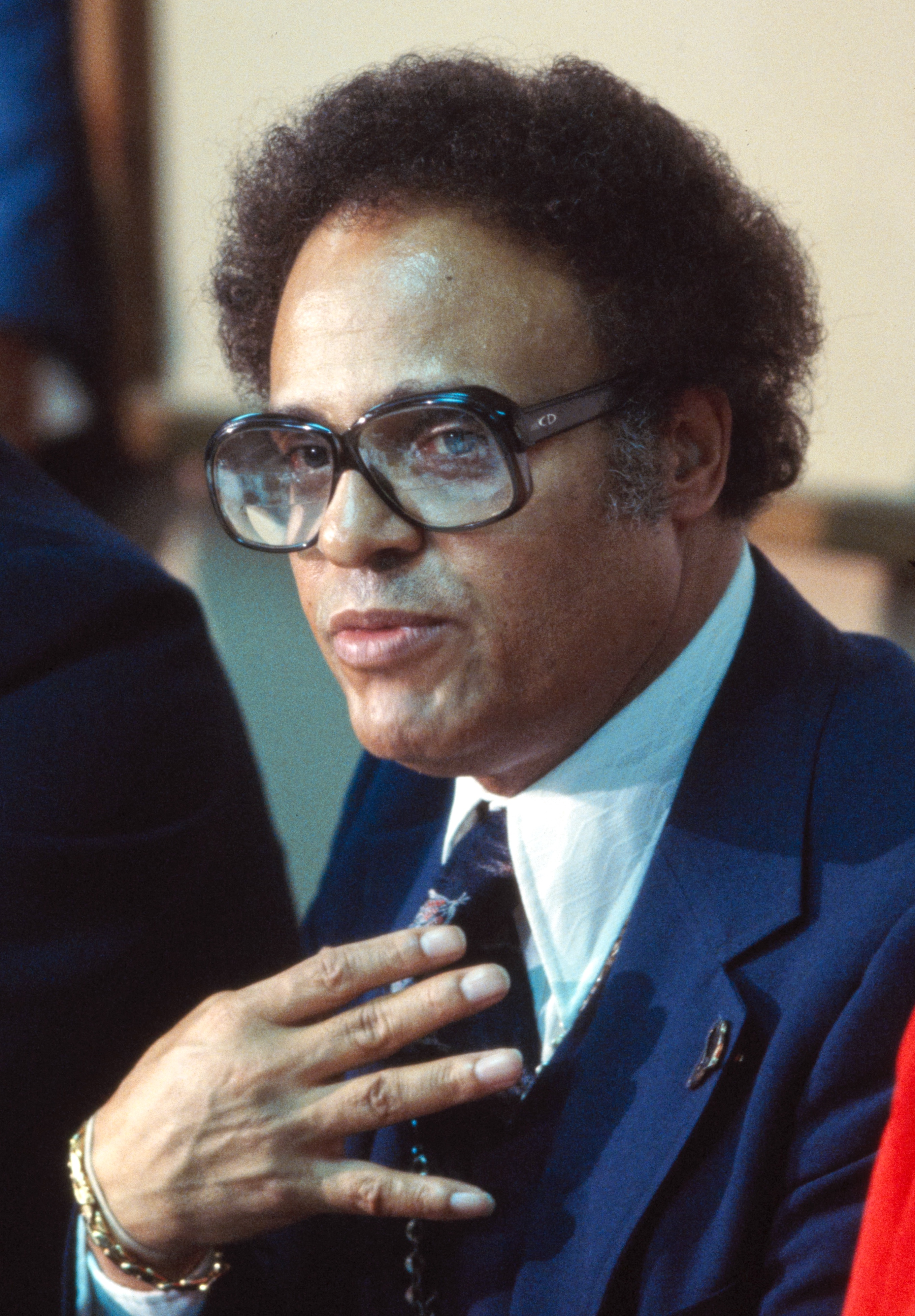
Benjamin Hooks de la NAACP.

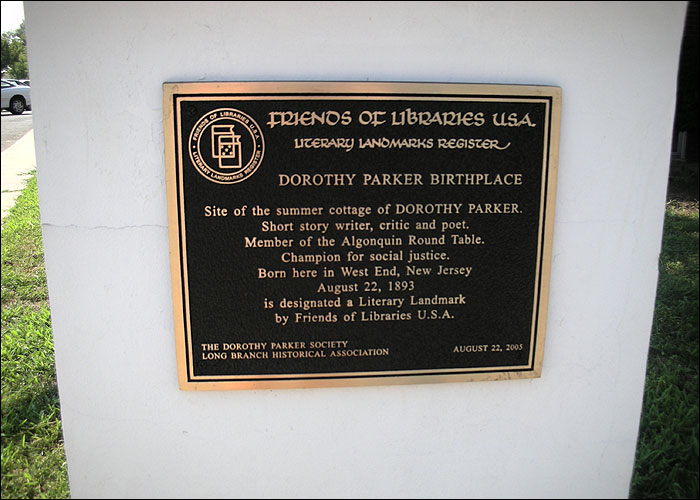
Plaque commémorative en hommage à Dorothy Parker.

Au cours du temps, le mémorial est oublié et tombe en friche. C'est un guide touristique, l'historien Kevin C. Fitzpatrick (en), qui le découvre en 2006 et, constatant son état de délabrement, il fonde la Dorothy Parker Society, vouée à la mémoire de l'œuvre de Dorothy Parker, et qui récolte des fonds pour l'entretien du mémorial. Craignant un déménagement du siège de NAACP, Kevin C. Fitzpatrick contacte la famille de Dorothy Parker qui, avec la collaboration de la NAACP, dépose les cendres de Dorothy Parker au Cimetière de Woodlawn dans le Bronx, en 2020,,,,,.

##### Testament

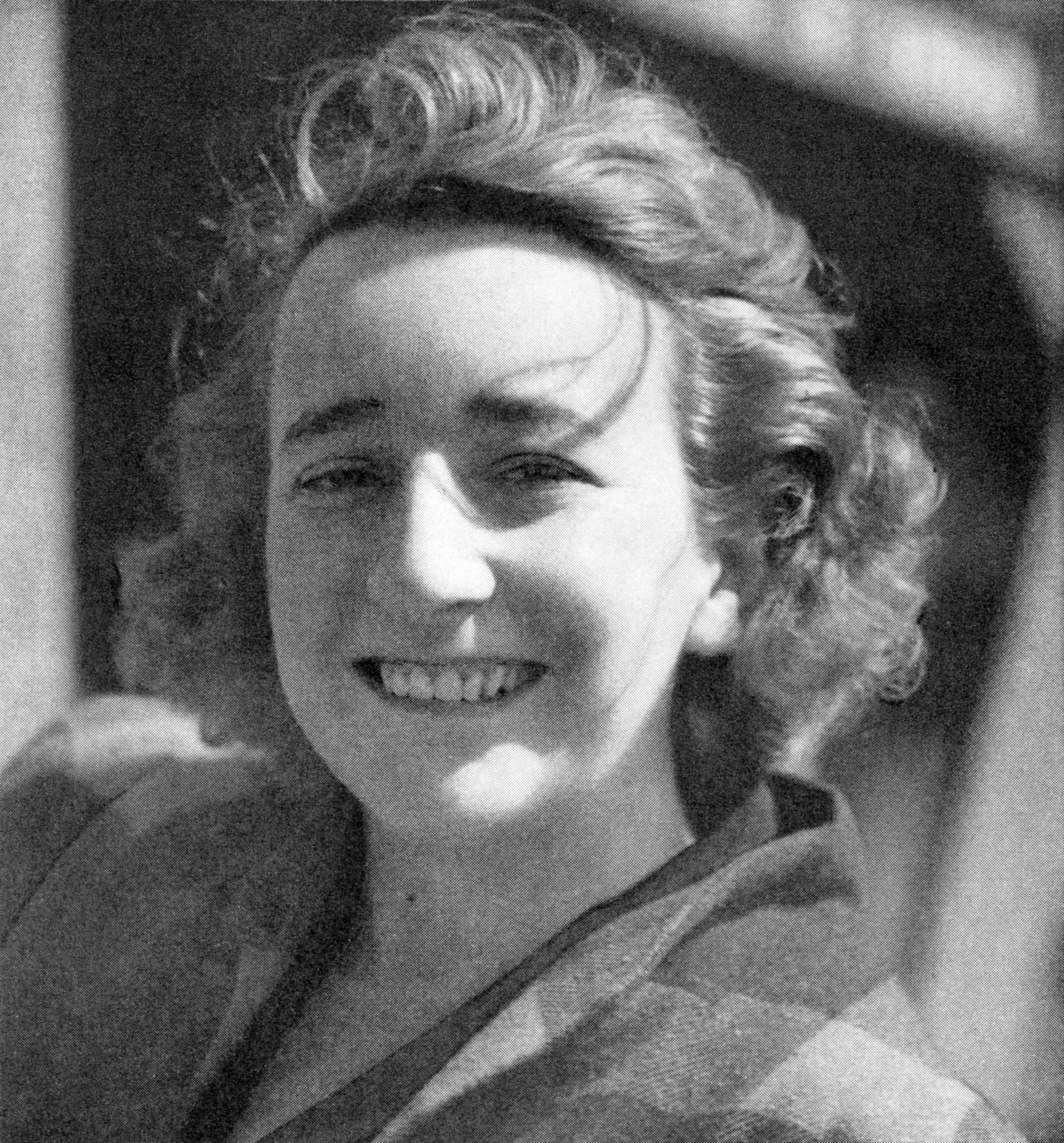
Lillian-Hellman.

Lillian Hellman, l'exécutrice testamentaire de Dorothy Parker, conformément à ses volontés, lègue ses biens, soit une somme de 20 448 $ à Martin Luther King puis à la NAACP (National Association for the Advancement of Colored People) après l'assassinat de ce dernier au Lorraine Motel, à Memphis (Tennessee), comme cela était stipulé dans le testament de Dorothy Parker,.
La NAACP continue à toucher les droits d'auteur sur les œuvres de Dorothy Parker,.

### Vie privée
Dorothy Rothschild épouse Edwin Pond Parker II en 1917, ce dernier devenu morphinomane lors de sa démobilisation en 1919, la vie de couple devient insupportable, entraînant la séparation en 1924, puis le divorce le 31 mars 1928. Dorothy Parker se remarie avec le scénariste Alan Campbell, à deux reprises, de 1934 à 1947, puis de 1950 à la mort de ce dernier d'une overdose en 1963,,.

## Regards sur son œuvre
Elle débute dans la critique littéraire et théâtrale dans Vanity Fair et Vogue,, puis contribue également chez The New Yorker. Ses éreintements sont très mordants comme ses enthousiasmes sont communicatifs. Elle publie dans cette presse new-yorkaise des poèmes plutôt désabusés qui, réunis en recueil, sont publiés en librairie en 1926 avec « Enough Rope » suivi de « Sunset Gun » en 1928 et « Death and Taxes » en 1931. Ils deviennent rapidement des best-sellers.
Selon le critique du New Yorker, Brendan Gill (en), « comme tant de personnes qui ont perdu leur mère en bas âge, elle (Dorothy Parker) avait l'imagination du malheur et elle cultivait cette tendance. Son don pour les choses qui tournent mal confinait au génie . »
Le directeur des éditions Viking George Oppenheimer présente Dorothy Parker comme « une masochiste dont la passion pour le malheur ne connaît pas de limites,. »

Selon sa traductrice Benoîte Groult : 

« Son sujet de prédilection est l’incommunicabilité, la solitude à deux dans les couples, la recherche désespérée de l'amour. Dorothy Parker est une humoriste, implacable. Somerset Maugham écrivait d'elle que "son humour était l'expression naturelle de son ironie devant l'absurdité de l'univers". Absurdité des passions non partagées, des bonnes manières qui dissimulent les mauvais sentiments ; absurdité aussi de cette comédie pitoyable que se croient obligés de jouer les hommes et les femmes empêtrés dans le carcan des rôles stéréotypés. Car Dorothy Parker est aussi une féministe. Sans jamais le dire, sans chercher à prouver ou à convaincre, par la seule force du ridicule ou la seule puissance du malheur, elle dénonce l'impossibilité d'un rapport vrai entre ces sexes dont chacun se croit tenu, par la morale et les usages, de se conformer à une sorte de caricature de lui-même . (Critique reprise par le critique américain Joseph Francavilla.) »

Le critique Arthur Kinney le pointe, les femmes décrites dans les nouvelles de Dorothy Parker sont « snobs narcissiques, ses hommes des séducteurs impénitents, des scélérats ou des maris serviles. » Les hommes sont iniques, inconsistants, insensibles, incapables de comprendre les femmes qu'ils mettent sous leur dépendance ou qu'ils abandonnent. Dans son univers littéraires les femmes sont soit opprimées, soit répudiées. C'est pourquoi les sympathies de Dorothy Parker se tournent vers les personnes marginalisées du fait de leur sexe, de leur orientation sexuelle, de leur race ou de leur origine sociale. Mais en même temps, elle note de façon ironique que parfois ces personnes marginales, créent et entretiennent leur situation.
Quoique son acuité littéraire ait perdu de sa pertinence après les années 1930, son œuvre est redécouverte par les féministes de la seconde vague notamment pour son approche politique et sociale. Ses écrits suscitent un renouveau au sein de la critique littéraire. Dorothy Parker et les écrivains de l'Algonquin Round Table sont maintenant considérés comme des contributeurs majeurs à la littérature américaine.

## Œuvres

### Compilation et anthologies
- (en-US) The Collected Short Stories of Dorothy Parker, New York, Modern library, 1942, 392 p. (OCLC 818818700, lire en ligne)
- (en-US) The Collected Dorothy Parker, Penguin Classics, 1944, rééd. 31 mai 2001, 604 p. (ISBN 9780141182582)
- (en-US) The Poetry and Short Stories of Dorothy Parker, New York, Modern Library, 30 août 1994, 484 p. (ISBN 9780679601326, lire en ligne)
- (en-US) Stuart Y. Silverstein (dir.), The Uncollected Dorothy Parker, Londres, Duckworth Publishing, 1999, rééd. 1 mars 2006, 260 p. (ISBN 9780715633489, lire en ligne)

### Nouvelles

#### Éditions anglophones
- (en-US) Dorothy Parker & Franklin P. Adams, Men I'm Not Married to - Women I'm Not Married to, Garden City, New York, Doubleday, Page, 1922, rééd. 11 juin 2018, 76 p. (ISBN 9781721057726, lire en ligne)
- (en-US) Big Blonde and Other Stories, New York, Penguin, 1929, rééd. 1 septembre 1995, 58 p. (ISBN 9780146000768, lire en ligne)[148]
- (en-US) Colleen Bresse (dir.), Complete Stories, New York, Penguin Classics, 1924, rééd. 31 décembre 2002, 484 p. (ISBN 9780142437216, lire en ligne)
- (en-US) Laments for the Living, Collected Stories, The Viking Press (réimpr. 1995) (1re éd. 1930), 362 p. (OCLC 1159756013, lire en ligne)
- (en-US) After Such Pleasures, New York, The Sun Dial Press (réimpr. 1940) (1re éd. 1933), 232 p. (OCLC 1070481479)
- (en-US) Dorothy Parker Stories, New York, Wings Books, 1933, rééd. 7 novembre 1992, 408 p. (ISBN 9780517084663, lire en ligne), (compilation de Laments for the Living et d'After Such Pleasures)
- (en-US) Here Lies: The Collected Stories, Viking Press, 1943, 362 p. (OCLC 630719777)
- (en-US) The Portable Dorothy Parker, Penguin Books, mai 1944, rééd. juin 1991, 644 p. (ISBN 9780140997095, lire en ligne)
- (en-US) The Custard Heart, Penguin Classics, 22 février 2018, 50 p. (ISBN 9780241339589)

#### Traductions francophones
- Comme ils sont, recueil de nouvelles, préface et traduction de l'américain par Benoîte Groult, Paris, Denoël, 1960
  - réédité en 1983 sous le titre (fr) La Vie à deux : recueil de nouvelles (trad. Benoîte Groult), Union générale d'éditions, coll. « 10/18 », 1983, 257 p. (ISBN 9782264005687, lire en ligne)
- Comme une valse : nouvelles, Paris, Julliard, 1989 ; réédition, Paris, 10/18 no 2248, 1992
- Mauvaise journée, demain (Thirteen Short Stories), Paris, C. Bourgois, 1999; réédition, Paris, 10/18 no 3203, 2000 ; réédition, C. Bourgeois, « Titres » no 113, 2010
- Articles et critiques, Paris, Christian Bourgois, 2000 ; réédition, Paris, 10/18 no 3462, 2002
- Hymnes à la haine (The Hate Verses), poèmes, préface de Benoîte Groult, Paris, Phébus, 2002 ; réédition, Paris, Phébus, Libretto no 330, 2010

### Recueils de poèmes
- (en-US) Enough Rope, New York, Pocket Books, 1926, rééd. 1939, 110 p. (ISBN 9780593466353, OCLC 1001865318, lire en ligne)
- (en-US) Sunset Gun, Poems, New York, Boni & Liveright, 1928, 86 p. (ISBN 9781121224964, lire en ligne)
- (en-US) Death and Taxes (réimpr. 1939 aux éditions Sun Dial Press) (1re éd. 1931 aux éditions Voking Press), 72 p. (OCLC 13483235, lire en ligne)
- (en-US) The Complete Poems of Dorothy Parker, Penguin Classics, 1944, rééd. 1 avril 1999, 320 p. (ISBN 9780141180229)
- (en-US) Stuart Y. Silverstein (dir.), Not Much Fun: The Lost Poems of Dorothy Parker, New York, Scribner, 2 août 1996, 260 p. (ISBN 9780743211482, lire en ligne)

### Critiques littéraires
- (en-US) Constant Reader, New York, Viking Press, 30 septembre 1970, 176 p. (ISBN 9780670239160, lire en ligne)[149]

### Pièces de théâtre
- (en-US) Dorothy Parker & Robert Benchley, Nero, 1922
- (en-US) Dorothy Parker & Elmer Rice, Close Harmony, or, The Lady Next Door, a Play in three acts, New York, S. French (réimpr. 1929 sous le titre de Close Harmony) (1re éd. 1924 sous le titre de Soft Music), 91 p. (OCLC 1397232)
- (en-US) Dorothy Parker & Ross Evans, The Coast of Illyria: A Play in Three Acts, University Of Iowa Press, 1er mars 1990, 232 p. (ISBN 9780877452881),
- (en-US) Dorothy Parker & Arnaud d'Usseau, The Ladies of the Corridor, Penguin Classics (réimpr. 2008) (1re éd. 1954), 144 p. (ISBN 9780143105312)

### Scénarios et/ou dialogues
Liste dressée par le Magill's survey of American literature, sans que soit indiqué le rôle précis de Dorothy Parker : scénariste ou dialoguiste?
- 1925 : Business is Business, coécrit avec George S. Kaufman
- 1934 : Here is My Heart (en), coécrit avec Alan Campbell
- 1935 : One Hour Late (en), coécrit avec Alan Campbell
- 1935 : Mary Burns, Fugitive (en), coécrit avec Louis Stevens, C. Graham Baker
- 1935 : Jeux de mains, coécrit avec Norman Krasna, Vincent Lawrence et Herbert Fields
- 1935 : Paris in Spring, coécrit avec Keene Thompson (en), Samuel Hoffenstein et Franz Schulz
- 1935 : Symphonie burlesque, coécrit avec Ralph Spence, Walter DeLeon et Francis Martin
- 1936 : Three Married Men (en), coécrit avec Alan Campbell
- 1936 : Suzy (coécrit avec Alan Campbell, Horace Jackson (en) et Lenore Coffee (en)
- 1937 : A Star is Born, coécrit avec William A. Wellman, Bob Carson (en) et Alan Campbell
- 1937 : Madame poursuit Monsieur, coécrit avec Joe Bigelow
- 1938 : Sweethearts, coécrit avec Alan Campbell, Laura Perelman et S.J. Perelman
- 1938 : Crime Takes a Holiday (en)
- 1938 : Trade Wings, coécrit avec Alan Campbell et Frank R. Adams
- 1938 : Flight Into Nowhere (en)
- 1941 : Week-End for Three (en), coécrit avec Alan Campbell
- 1941 : La Vipère, coécrit avec Lillian Hellman et Arthur Kober
- 1942 : Saboteur, coécrit avec Peter Viertel et Joan Harrison
- 1943 : A Gentle Gangster (en), coécrit avec Al Martin (screenwriter) (en)
- 1944 : Femme aimée est toujours jolie
- 1947 : Une vie perdue, coécrit avec Frank Cavett, John Howard Lawson et Lionel Wiggam
- 1949: L'Éventail de Lady Windermere (film, 1949), coécrit avec Walter Reisch, et Ross Evans
- 1951 : Queen for a Day (film) (en), coécrit avec Faith Baldwin
- 1954 : Une étoile est née (film, 1954) coécrit avec Moss Hart

## Hommages et distinctions
En 1929, Dorothy Parker est la lauréate du O. Henry Award pour sa nouvelle Big Blonde, parue dans la revue littéraire The Bookman Magazine, en février 1929.
Par deux fois elle a été nommée (sélectionnée) aux oscars du cinéma, en 1938 pour la catégorie meilleur scénario pour A Star is Born et en 1948 pour la catégorie meilleur scénario pour le film Une vie perdue.
En 1958, Dorothy Parker est lauréate du Marjorie Peabody Waite Award décerné par l'Académie américaine des arts et des lettres, et en 1959, elle est élue membre de cette même académie,
Le 22 août 1992, les États-Unis impriment, à tirage limité, un timbre de 29 cents à l'effigie de Dorothy Parker,.
En novembre 1998 est créée la Dorothy Parker Society qui a pour mission de perpétuer la mémoire de Dorothy Parker en faisant la promotion de l'œuvre et de la vie de Dorothy Parker,.
En 2014, cérémonie d'entrée au New Jersey Hall of Fame, dans la catégorie « personnalité des arts et lettres ».

## Citations (sélection)
Plusieurs traits d'esprit ont été prêtés à Dorothy Parker.
Elle prétend avoir répondu à la question d'un rédacteur en chef qui, inquiet, connaissait son défaut à ne pas respecter les délais, par le message Tell him I am fucking busy - or vice versa. (« Dites lui que je suis foutrement occupée - ou vice versa [je suis en train de me faire foutre]. ») Elle en était capable, mais certains jugent que c'est improbable, car jamais Dorothy Parker ne s'est laissée aller à la vulgarité.
Un autre trait d'esprit lui est attribué : on dit que devant une porte d'entrée, Clare Boothe Luce lui aurait dit pour affirmer sa préséance avec un ton de supériorité « L'âge avant la beauté » à quoi Dorothy Parker aurait rétorqué « Les perles devant les salopes » en lui passant devant le nez. Or Clare Boothe Luce était tout sauf arrogante et jamais Dorothy Parker n'aurait prononcé une telle pique.
Soit ces deux citations sont apocryphes, soit ce sont des blagues qu'aurait dites Parker en privé, mais certainement pas en public,.
Quand Zelda et Scott Fitzgerald deviennent membre de l'Algonquin Round Table, leur venue fait dire à Dorothy Parker de façon caustique : « Zelda est belle mais boudeuse, et tous les deux sont trop "m'as tu vu" pour les décrire. »
Elle n'avait guère d'estime pour les femmes de talent mariées : « La vie d'une femme doit être enveloppée par les mains protectrices d'un homme, et la femme la plus intelligente au monde devient une grande imbécile quand elle est avec un homme. »
Quand en janvier 1955, deux agents du FBI se rendent à l'appartement de Dorothy Parker pour des suppléments d'informations au sujet de son influence dans les milieux de gauche, elle leur répond : « Mon influence ? Regardez mes deux chiens, je ne peux même pas avoir une influence sur eux. »

## Dans la culture
- Mrs Parker et le Cercle vicieux, film américain réalisé par Alan Rudolph, 1994.
- En 1987, Prince écrit une chanson, The Ballad of Dorothy Parker, sur l'album Sign o' the Times, où il cite le surnom de l'auteur (« The Wit »)[162],[163].
- En 2014, Myriam Gendron met en musique une partie des poèmes de Dorothy Parker[164].
- En 2016, Jean-Luc Seigle écrit une pièce en hommage à Dorothy Parker Excusez-moi pour la poussière[165].
- En 2017, Dorothy Parker est le thème d'une des chansons de l'album Légendes Urbaines de Jean Guidoni. Dans Dorothy, les couplets, qui énumèrent tout ce qu'il déteste, sont contrebalancés par ce qu'il aime chez Dorothy, qu'il connaît « par cœur ».